# 仮面ライダーシリーズ

石巻市に設置された仮面ライダー1号の像

仮面ライダーシリーズ（かめんライダーシリーズ）は、1971年に放送された『仮面ライダー』に端を発した、石ノ森章太郎原作・東映制作による特撮テレビドラマシリーズである。

## 概要
本シリーズは同一の番組ではなく、仮面ライダーの名を冠した複数の番組が、登場人物や設定を変えながらシリーズとして続けられている作品群である。1971年に始まる第1作『仮面ライダー』放映以来、数度の中断を挟みながら半世紀放映され続けている。映画やオリジナルビデオ、漫画、小説、ゲームソフト、演劇など、テレビ番組以外の媒体におけるメディアミックス展開も行われている。
漫画家の石ノ森章太郎は、その没後に制作された作品を含めて原作者とされる。生前の石ノ森は『仮面ライダー』第1作から『仮面ライダーBLACK RX』まで企画・制作に関わり、数篇の漫画も執筆している。また、映画監督を志したこともある石ノ森は、『仮面ライダー』第84話をはじめとして何度か本編の監督を務めた他、端役として出演もしている。『仮面ライダークウガ』以降は没後の作品ゆえに関与していないが、「仮面ライダー」というコンセプトに対する原作者としてその名をクレジットされている。また、平成仮面ライダーシリーズでキャラクターデザインを担当した早瀬マサトによれば、新ライダーのデザインや要素を考える過程で、石ノ森の旧作や未使用スケッチを参考にすることもあるという。
各作品の内容は、主人公などが仮面ライダーと呼ばれる戦士に変身し、怪人と総称される敵と戦うというものである。ライダー同士が戦う作品もある。同じく東映が制作している特撮ヒーロー番組である「スーパー戦隊シリーズ」と異なり、仮面ライダーシリーズは明確なフォーマットが確立していないため、テーマや演出は作品によってまちまちである。平成年間の数作品のプロデューサーを務めた白倉伸一郎は、「仮面ライダー」を成立させるための最低限の要素として、以下の3つを挙げている。
同族同士の争い
シリーズ第1作『仮面ライダー』では、主人公もその敵である怪人も、ともに悪の組織「ショッカー」によって生み出された存在である。
親殺し
仮面ライダーがショッカーを倒そうとするのは、すなわち自分の生みの親を滅ぼそうとすることである。
自己否定
仮面ライダーが勝利できたとしても、彼自身の出自がショッカーにあるので、最後には自分を消さなくてはならない。
また、仮面ライダーシリーズとスーパー戦隊シリーズの双方で監督を務めた経験を持つ田﨑竜太は、「戦隊と比較してライダーは『個』である」「人間という集合体の中の一番はじっこにいる」「境界線ギリギリのところにいるか、あるいは踏み越えている」のように述べている。これを受けて、東京大学「共生のための国際哲学教育研究センター」(UTCP)上廣共生哲学寄付研究部門特任研究員の筒井晴香は、「仮面ライダーとは敵となる異生物と人間との境界線上をさまよい、いずれの側にも安住できない存在である」と解釈している。

### 仮面ライダーの定義
複数の仮面ライダーが登場する作品もあるため、仮面ライダーとして設定されたキャラクターの総数は2010年代には100名を超えるようになり、もはや全員に当てはまる定義を述べることが不可能な状況にある。仮面ライダーの条件の1つとして「人間以上の能力を持った戦士」であることが考えられるが、『仮面ライダーストロンガー』に登場した電波人間タックルや『仮面ライダー龍騎』のオルタナティブのように、変身する戦士であるにもかかわらず仮面ライダーとはされないものもおり、それぞれの作品に深く踏み込まないとライダーか否かの区別はつけがたい。その上であえて仮面ライダーの定義を挙げるならば、「原点である仮面ライダー1号と2号の特徴を部分的に受け継いでいる」ということになるとされる。前述のオルタナティブや『劇場版 超・仮面ライダー電王&ディケイド NEOジェネレーションズ 鬼ヶ島の戦艦』のゴルドラ、シルバラのように曖昧な位置づけのものは「擬似ライダー」と分類されることもある。
俳優
仮面ライダー作品はビルドゥングスロマーンとしての側面を持ち、20代前半の若い男性が主役を演じることが多い。
平成仮面ライダーはイケメン揃いと言われるが、それ以前においても各々の時代の美男子が選ばれている。白倉伸一郎は「美形かどうかよりも、役者として魅力的かという観点で選んでいる」としつつも「カッコいい青年を描きたいというのが基本だから、どうしてもイイ男ばかりになってしまう」と述べている。
主演俳優にとっては過酷なスケジュールの日々であることがファンにも知られている。例えば『仮面ライダーBLACK』と『仮面ライダーBLACK RX』で主演した倉田てつをは、「放送期間中にオフらしいオフは無かった」「週6日撮影、あとはイベントに駆り出された」「撮影所のスタッフルームのソファーで寝ていた」「連日0時頃まで撮影して1時頃帰宅、朝4時に起床」などと回想している。
主演俳優の言葉遣いにも配慮がなされており、「くそっ」「死ね」などの汚い言葉は発さないようにされていると、『仮面ライダービルド』で主演した犬飼貴丈は証言している。
商業的制約から、原則として仮面ライダーは男性に限られ、女性の扱いは副次的なものになっている。詳細は「女性仮面ライダー」の節を参照。
改造人間
昭和ライダーシリーズの仮面ライダーは、肉体の一部を機械や強化された生体に置換した「改造人間」と設定されていた。平成ライダーシリーズでは放送倫理上の問題からこの設定は用いられず、超越的な力による肉体変異や、高度な技術に基づく武装によって変身している。

ベルト
仮面ライダーの力の源は腰に巻いたベルトとされることが多い。それ以外の道具によって変身する仮面ライダーでも、ベルトはしばしば別の形でキーアイテムとして扱われる。

デザイン
仮面ライダー1号・2号はバッタをモチーフとしていた。ライダーのモチーフとされる生物や事物は多岐にわたるが、それでも昆虫はライダーシリーズのメイン意匠とされる。
バッタモチーフに由来する大きな複眼、2本の触角、眼の間にあるランプ（Oシグナル）、ギザギザした顎（クラッシャー）は、仮面ライダーデザインの記号的な要素として継承されている。昭和ライダーでは疾走感を視覚化するためのマフラーも重要な要素であったが、生物的なデザインを指向した『仮面ライダーBLACK』で廃され、以降は『仮面ライダーW』で復活するまで用いられなかった。
ほぼ全ての仮面ライダーのマスクには「涙ライン」という、泣いているように見える線がつけられている。同族と戦う運命にある仮面ライダーの悲しみが、デザインに投影されているのである。
バイク
仮面ライダーが「ライダー」である由縁は、バイクへの騎乗にある。これは第1作『仮面ライダー』の企画段階で、大変なバイク好きとして知られていた毎日放送編成局長の廣瀬隆一が、「新ヒーローにはスピード感が必要だ」として導入した要素である。
『真・仮面ライダー 序章』では主人公の風祭真はバイクを常用しているものの、仮面ライダーシンに変身後はそれを駆るシーンも無い。
シリーズの長期化に伴い『仮面ライダーBLACK RX』『仮面ライダードライブ』などではバイク以外に四輪車も用いられ、バイクアクションの比重が少ない作品も生まれている。白倉伸一郎は、1971年当時にバイクが必要とされた理由の本質を「子供たちが興味を持つもの、文化的背景がなくてはいけない」からだとし、「時代の要請によって描き方が変わっていい」「ライダーだからバイクでなければいけないということはない」と述べている。
キック
仮面ライダーの決め技は強靭な脚力によって繰り出す「ライダーキック」である。昭和ライダーは格闘戦を基本とするため、当時のファンの世代は「武器を使うのはライダーじゃない」と語ることもあるが、『仮面ライダーBLACK RX』以降は剣や銃で戦うライダーも増えた。
平成ライダーシリーズでは、改造人間設定が排除されたのと同様の理由から脚力を誇示する傾向は避けられており、ライダーキックは不思議な力や道具の助けを借りて放つようになっている。

## 歴史
1971年に始まった仮面ライダーシリーズは、その後も常に継続して作品が公表されているわけではなく、何度かの大きな断絶と再開を繰り返しながら続いている。そのため、第1期、第2期、第3期という区分がファンによってなされている。ただし、俗称による区分であるため資料によって若干の差異があり、第1期が『ストロンガー』までというのは明確であるが、第2期についてはテレビシリーズに着目した文脈では『仮面ライダースーパー1』をもって終わりとされる一方で、シリーズ化しなかった『仮面ライダーZX』も含むとする資料もある。
本稿では便宜上、以下のように取り扱うこととする。
- 第1期 - 『仮面ライダー』『仮面ライダーV3』『仮面ライダーX』『仮面ライダーアマゾン』『仮面ライダーストロンガー』。いずれもテレビシリーズ。
- 第2期 - テレビシリーズは『仮面ライダー (スカイライダー)』『仮面ライダースーパー1』。雑誌展開と特別番組の『仮面ライダーZX』。
- 第3期 - テレビシリーズは『仮面ライダーBLACK』と『仮面ライダーBLACK RX』。以後、ビデオ作品の『真・仮面ライダー 序章』、劇場作品の『仮面ライダーZO』『仮面ライダーJ』へと続く。

後述する平成ライダー、令和ライダーと対比して、上記の作品群を昭和仮面ライダーシリーズ（昭和ライダーシリーズ）と呼ぶ。厳密には『仮面ライダーBLACK RX』の放映中に日本の元号は昭和から平成へと切り替わっているが、『クウガ』以降との区別のために『J』までを含めて昭和作品として扱われている。
2000年放送開始の『仮面ライダークウガ』から2018年放送開始の『仮面ライダージオウ』までの放送作品は平成仮面ライダーシリーズ（平成ライダーシリーズ）と呼ばれる。これは先行する特撮作品群「平成ガメラ」「平成ゴジラ」「平成ウルトラマン」の流れに沿ってファンが使い始めた呼称である。2003年頃には「第4期」「新世紀仮面ライダー」とも呼ばれていたが、同じ頃には「平成ライダー」の語が現れており、その後、完全に定着した。2009年の『仮面ライダーディケイド』では「平成仮面ライダー 10th SINCE 2000」として、この名称が作品映像や公式サイト・関連玩具でも使われた。同時期には劇場作品『仮面ライダー THE FIRST』『仮面ライダー THE NEXT』、イベント的な特別番組『仮面ライダーG』、動画配信サイト向けのオリジナルコンテンツ『仮面ライダーアマゾンズ』も制作されているが、テレビシリーズではないので平成ライダーシリーズには数えられていない。
第11作『仮面ライダーW』は「平成ライダー第二章の仮面ライダー1号」というコンセプトであるため、以降は平成シリーズの第2期とされる。
『ジオウ』の放映中に日本の元号が平成から令和へ切り替わったことから、同作品が平成ライダー最終作品とされ、次作の『仮面ライダーゼロワン』は令和仮面ライダー（令和ライダー）の第1作とされた。
このように現在では年代別にシリーズが区分されているが、令和ライダー開始以前の昭和ライダー、平成ライダーという区分は制作局（前者が毎日放送、後者がテレビ朝日）による区分という意味合いもあった。また、複数回中断があった昭和ライダーと異なり平成ライダー→令和ライダーの放送期間は連続しており、令和ライダーはシリーズ史上初めて新元号の元年から始まる作品となった。

### 昭和仮面ライダーシリーズ

#### 昭和第1期
1971年、在阪準キー局・毎日放送から土曜19:30 - 20:00の時間帯での新番組の打診を受けた東映テレビ部長の渡邊亮徳が、石ノ森章太郎を原作に起用し、平山亨と阿部征司を企画に据えて制作し、NET（現：テレビ朝日）系列で放送開始したのがシリーズ第1作『仮面ライダー』である。
しかし、序盤の怪奇ムードや大人びた雰囲気は児童層からの受けが悪く、視聴率が伸び悩んだ上に主人公・本郷猛役の藤岡弘が収録中の事故で大怪我を負い、しばらく休業を余儀なくされてしまう。1クール終了を待たずして早くも番組存続の危機に陥った制作側は、「本郷はヨーロッパに転戦した」という設定にして仮面ライダー2号＝一文字隼人を登場させる。同時に変身ポーズの導入や相棒・滝和也の定着、ライダーガールズの採用などの新機軸を盛り込み、明るい雰囲気のヒーロー番組に作り変えた。この狙いは大当たりで、視聴率は20%を超えるようになり、視聴者の間で変身ブームを巻き起こした。傷の癒えた藤岡が復帰したことでダブルライダーが実現すると視聴率は30%を突破し、新作劇場映画も制作された。
しかし、自らが起こした変身ブームが引き金となって同種番組が増えると、『仮面ライダー』は他作品との差別化を必要とするようになった。番組強化案として仮面ライダー3号の登場が決定し、検討の末に新シリーズ『仮面ライダーV3』が制作された。初回放送の視聴率は関西で32%というシリーズ最高記録を達成し、仮面ライダー人気は絶頂期を迎えた。しかし、第1クールこそ好調であった視聴率は次第に低下し始め、制作者は序盤の特徴である「V3二十六の秘密」のフェイドアウトや敵組織幹部の頻繁な交代などの対策に講じた。中でも結城丈二＝ライダーマンの登場は終盤のドラマを盛り上げ、視聴率の回復に繋がった。
1974年頃になると変身ブームに蔭りが見え、『マジンガーZ』が火付け役となった「ロボットアニメブーム」が台頭してきた。こうした状況の中、制作者たちは番組の内容を一新することに決め、これまでにないメカニカルな魅力を備えた『仮面ライダーX』を制作。重厚なドラマや当時の日本人になじみの薄いギリシア神話やローマ神話をモチーフした怪人が仇となって視聴率が低下し、巨大幹部キングダークの登場やXライダーの強化といった要素の投入による路線変更が行われた。
スマートで流麗であった『X』の不振を受け、次作『仮面ライダーアマゾン』はその対極を目指して野獣性に満ちた異形のヒーローを登場させた。ところが、毎日放送が1975年4月に実施したネットチェンジによってNET系列からTBS系列に改編されることになり、それに伴って新シリーズの制作を要求された『アマゾン』は全24話という短さで幕を下ろすことになった。なお、この空いたNET土曜19:30 - 20:00にて開始したのが、「スーパー戦隊シリーズ」第1作目『秘密戦隊ゴレンジャー』である。
放送時間はそのままに、放送ネットをTBS系列に移動して放映された『仮面ライダーストロンガー』は単純明快にして明朗快活さを追求したが、視聴率の低下は止めようもなく、ついに毎日放送側はシリーズ終了の判断を下した。終盤では7人の仮面ライダー全員が集結し、最終話である第39話の予告では「仮面ライダーストロンガー最終回」ではなく「仮面ライダー最終回」と銘打たれ、4年9か月にわたって続いた仮面ライダーシリーズはいったんグランドフィナーレを迎えた。

#### 昭和第2期
シリーズ終了後も、幼年誌の特集や再放送の影響で新たな仮面ライダーを求める声は少なくなかった。そこでリサーチの結果、最も人気があったと判断された第1作目の『仮面ライダー』のリメイク的番組を制作することになり、1979年版の『仮面ライダー』が登場。タイトルも同じであるため、区別を必要とする時に同作品は『仮面ライダー（新）』や『スカイライダー』と呼ばれる。蓋を開けてみると視聴率は10%台半ばであり、内容の大きな修正が求められた。批判のあった飛行能力の描写は抑えがちになり、代わって歴代ライダーの客演が作品の目玉として据えられた。さらには新ライダーの投入までもが検討されたが、視聴率が上向いてきたため実現は見送られた。
その新キャラクター案を改めて主役として構成し直した作品が『仮面ライダースーパー1』である。これは制作側からも視聴者からも高い評価を得たが、放送局の都合により放映時間がそれまで金曜19:00であった関西では土曜17:00、関東では土曜7:00へとそれぞれ移動、また全国ネット枠からいずれもローカルセールス枠に移行した。この放送時間変更に伴い、番組内容も「ジュニアライダー隊」を物語の中心とした児童向けの路線に移行するも、時間変更による視聴率の低下は防ぎきれず、テレビシリーズは2度目の中断を迎える。
『スーパー1』終了を受けてファン主導で開催されたイベント「仮面ライダー復活祭」に特別ゲストとして出席した石ノ森章太郎は、その場で新ライダーの制作を公約。実際に「10号ライダー」の企画が動き出した。当初からテレビシリーズではなく児童誌でのグラビアによる展開とされており、公募による正式名称『仮面ライダーZX』の決定を経て、全13回の雑誌掲載が行われた。1984年の特別番組『10号誕生!仮面ライダー全員集合!!』の放送をもって、一連の企画は締めくくられた。

#### 昭和第3期
1987年、旧作から一新されたスタッフによって6年ぶりにテレビシリーズ『仮面ライダーBLACK』が制作された。「仮面ライダー0号」を掲げ、シリーズ原点への回帰を目指した同作品は成功を収め、同一の主人公を据えた『仮面ライダーBLACK RX』に続いた。『RX』は放映2年目ということで旧作からの継承要素にこだわらない姿勢を取り、『BLACK』から一転して意欲的かつ実験的な要素を数多く盛り込んだことで従来のイメージからかけ離れ、｢メタルヒーローシリーズ｣に近いコンセプトで作られたため、放映当初から賛否が分かれた。
この後、仮面ライダーのテレビシリーズはまたも休止期に入り、1992年には仮面ライダー生誕20周年記念企画としてVシネマ作品『真・仮面ライダー 序章』が制作された。タイトルからも窺えるように当初は3話もしくは5話を想定したシリーズ化を目指していたが、それ以上の展開は実現せず、東映とバンダイの提携で映画を制作するという取り決めがあったため、次の作品は劇場映画になった。1993年に公開された『仮面ライダーZO』は動員数100万人という大ヒット作となり、続編も企画されたものの、イベント的要素の強い劇場版を作るということで、翌1994年の映画は完全新作『仮面ライダーJ』となった。この3作品の総称として、「ネオライダー」が用いられることが多い。

### 平成仮面ライダーシリーズ

#### 平成第1期
2000年、『BLACK』のスタッフであった東映の髙寺成紀がプロデューサーとなり、テレビ朝日を制作局として11年ぶりにテレビシリーズ『仮面ライダークウガ』が制作された。「仮面ライダーは改造人間である」という旧作の基本設定の排除、変身態からのさらなるフォームチェンジの本格的導入などといった新要素を大量に取り入れ、作劇面ではヒーローと警察が緊密に連携するリアリズムや人間ドラマを追求した。変身ベルトの玩具は売れ行き好調で、商業的にも成功した『クウガ』の後番組も仮面ライダーになることが決定したが、何らかの理由で髙寺はスタッフの座に就かなかった。
以後3作品にわたって白倉伸一郎がプロデューサーを務めたため、これらを3部作と見る向きがある。共通する主題は「乱立する小さな正義とその調停」である。2001年の『仮面ライダーアギト』では当初から3人の仮面ライダーが登場し、それぞれの運命が交錯する様を描くという群像劇の手法をはじめて特撮ヒーロー番組に導入した。「イケメンヒーローブーム」が到来したのもこの頃である。視聴率は好調で『クウガ』が達成出来なかった劇場映画化も実現した。反面、前作の路線を継承して新味を欠いた玩具の売り上げは落ち込んでいる。
この時点では制作側にまだ「仮面ライダーシリーズ再開」という意識はなく、当初は『クウガ』『アギト』だけで終了という予定であったが、続く2002年の『仮面ライダー龍騎』によって平成ライダーの長期シリーズ化が決定的になる。アメリカ同時多発テロ事件の後、ヒーローの意義が問われる中で制作された『龍騎』は、13人の仮面ライダーがそれぞれの望みを叶えるために最後の1人になるまで殺し合うという、もはや「正義も悪もない」衝撃的な設定で旧作ファンの世代から強い反発を受けたものの、テーマを最後まで貫いたことで結果的に高い評価を得た。また、変身ベルトのような高額商品とカードのような安価で収集できるアイテムを組み合わせる商法は大ヒットし、以後、1作品における複数ライダー・複数アイテム制はシリーズの定番となる。『龍騎』の成功で、次作にメタルヒーローシリーズの復活を構想していた制作側は、仮面ライダーの制作を継続することになる。
2003年の『仮面ライダー555』は、条件さえ満たせば変身ベルトを手にしたものが誰でも仮面ライダーになれるという、ここまでの平成ライダーで培われたイメージの集大成的な作品となった。
白倉3部作の終了後、平成ライダーは試行錯誤の時代に入る。2004年の『仮面ライダー剣』ではプロデューサーが日笠淳に交替したものの、ライダー同士のバトルロワイヤルや美形俳優の起用など、前作までの路線は継承された。一方、髙寺は自身が離れた後に平成ライダーシリーズが辿ったこのような傾向を疑問視しており、プロデューサーに復帰した折はライダー以外の作品を制作するつもりでいたが、結果的に「政治的な判断」からライダーが続行することになった。
こうして髙寺が復帰して制作された2005年の『仮面ライダー響鬼』は「完全新生」を宣言し、若手ではなく実績のある俳優を主演に据え、少年との交流を軸とした物語を描いた。しかしこの作風は30 - 50代の高齢層から強い支持を受けた一方で、主要視聴者である男子児童からの支持はまったく得られず、売り上げは急速に落ち込んだ。その他諸々の事情が重なり第29話でプロデューサーを解任された髙寺に代わって白倉が再登板し、脚本の井上敏樹とともに前半部分への批評的な内容を展開。作風が一変したため、その是非をめぐって視聴者間で激しい議論が交わされることになった。なお、同じ2005年には映画『仮面ライダー THE FIRST』が公開され、2007年の『仮面ライダー THE NEXT』へと続いているが、これらは平成シリーズでなく、昭和シリーズ初作（『仮面ライダー』）の流れを汲む作品である。
ヒーローの王道を目指した2006年の『仮面ライダーカブト』の後、2007年の『仮面ライダー電王』は落ち込み続きであった売り上げを一気に好調へと転じた、いわば「平成仮面ライダー中興の祖」である。主人公の外見とそこに宿る人格が頻繁に変転する設定の『電王』において、キャラクターを明示するための記号として用いられたのが声優の声である。この演出によって男性声優の女性ファンが流入したため従来とは異なる消費者層が開拓され、複数の続編映画のみならずスピンオフアニメが制作されるまでに至った。時間を行き来する列車「デンライナー」も便利なガジェットとして以後の劇場作品に度々登場している。
2008年の『仮面ライダーキバ』の後、2009年には「平成ライダー10周年企画」である『仮面ライダーディケイド』が制作された。パラレルワールドとして再構築された、それまでの平成ライダー9作品の世界を渡り歩いていく主人公の旅は、やがて昭和ライダーの元にもおよび、時代を超えて全作品のキャラクターが呼び出される「オールライダー」映画への道を切り開いた。また同作品は、それまでスーパー戦隊シリーズと重なっていた改編時期をずらすために全31話で終了となった。
映像制作においては従来のフィルム撮影・全編アフレコ形式からVTR撮影・同時録音形式に移行した。『クウガ』では全編がHDTV方式によるハイビジョン撮影が行われたが、ポスプロ時に画面比率16:9の撮影素材（HDTV）の上下に黒帯が付けられた画面比率4:3の映像（SDTV、レターボックスサイズ）にダウンコンバート・変換された上で完パケ制作が行われた。映像部分が16:9の画面比率というのは2000年当時の特撮を含めた連続ドラマとしては異例であった。このようにHD撮影・SD制作方式であったため、本放送時のテロップには撮影のみハイビジョンであることを示す“ハイビジョン撮影”というテロップが表示されていた。また、HDTV素材のSDTVへの変換作業時にクオリティの劣化が起き、カットによっては通常の番組より画質が劣るということもあり、次作『アギト』ではデジタルベータカムにおけるスクイーズ収録というSD撮影・SD制作方式に変更された。『剣』まで同様の方式で行われたが、『響鬼』からポスプロ・完パケ作業も含めて完全にHD撮影・HD制作に移行した。後年、Blu-ray BOXが発売された際には、SD制作であった『クウガ』から『剣』まではアップコンバートによるHD化が実施された。
放送においては地上アナログ放送は全作品レターボックスサイズでの放送、地上デジタル放送は『555』の終盤から開始された。『555』と『剣』ではレターボックスサイズの左右に黒いサイドパネルが付いた額縁放送の状態となっていたが、HD制作に移行した『響鬼』からは16:9画角のデジタルHD放送となった。

#### 平成第2期
番組の改編期は、2013年の『仮面ライダー鎧武/ガイム』から2016年の『仮面ライダーエグゼイド』が10月第1週開始であったのを除き、過半数の作品において9月第1週開始というスタイルを採用。後述の令和作品においても引き続きこのスタイルが踏襲されている。
2009年の『仮面ライダーW』は制作スタッフを入れ替え、「新たな10年」に向けて原点回帰を目指した作品である。舞台は架空の都市「風都」で、主人公はその街を愛するがゆえに悪の手から守ろうとする。以降、主人公が大きすぎる救世主願望を乗り越え小さな「ヒーローになれる空間」を獲得するまでを描いた2010年の『仮面ライダーオーズ/OOO』、学園という『W』以上に限定された空間を舞台とした2011年の『仮面ライダーフォーゼ』へと続き、大々的な正義が通用しなくなった時代において、世界を狭くすることでヒーローを成立させる傾向が指摘されている。しかし作品の内容はいずれも高品質で安定しており、商業的評価は極めて好調、『オーズ/OOO』の時点でバンダイの商品における不動の1位であったガンダムシリーズの売り上げを凌駕するに至った。
白倉は、『W』以降の流れを「スーパー戦隊シリーズのテイストで作っている仮面ライダー」と評している。「侍戦隊」や「烈車戦隊」と言うだけでモチーフから作品の内容を想起しやすいように、「探偵ドラマ」の構成要素を導入することで、視聴や作品構築が容易になったのである。また白倉は、コレクション性のあるキーアイテムの存在も『W』の「ガイアメモリ」によって確立したことを指摘している。
2012年の『仮面ライダーウィザード』は「絶望を乗り越え、希望を守るために戦う」青年を主人公としている。また、ストーリーの終盤でヒロインが退場したり、敵サイドのキャラクターが『サバト』という儀式によって東京都民に匹敵する人口を殺すのと引き換えにヒロインを蘇生させようとするなど、前作『フォーゼ』よりもやや重めの展開がなされた。
平成シリーズ15作目である2013年の『鎧武』は、『W』以降の平成第2期シリーズの定番となっていた「仮面ライダー2人体制」を改めて多人数ライダーを登場させ、同じく定番化していた「1エピソード2話完結」ではなく1年を通じて連続ドラマを描くなど、明確に平成第1期への回帰を打ち出した作品となった。
2017年秋の改編で、従来の日曜8時台前半も含めた時間帯に朝の情報番組『サンデーLIVE!!』を新設するのに伴い、その時点での現行作品である『仮面ライダービルド』は放送開始1ヶ月後に日曜9時台前半に移動となった。

### 令和仮面ライダー
2019年9月放送開始の『仮面ライダーゼロワン』以降の作品は令和仮面ライダー（令和ライダー）と呼ばれる。

## 作品一覧

### テレビシリーズ

#### 昭和版
以下のシリーズ作品の本放送は大阪・毎日放送が制作し、全国ネット（『仮面ライダーアマゾン』まではNETテレビ（現：テレビ朝日）系列、『仮面ライダーストロンガー』よりTBS系列がそれぞれネット）で放送。
|   | 作品名                          | 放送期間                       | 話数   | 備考                                                          |
| - | ------------------------------- | ------------------------------ | ------ | ------------------------------------------------------------- |
| 1 | 仮面ライダー                    | 1971年4月3日 - 1973年2月10日   | 全98話 | -                                                             |
| 2 | 仮面ライダーV3                  | 1973年2月17日 - 1974年2月9日   | 全52話 | -                                                             |
| 3 | 仮面ライダーX                   | 1974年2月16日 - 10月12日       | 全35話 | -                                                             |
| 4 | 仮面ライダーアマゾン            | 1974年10月19日 - 1975年3月29日 | 全24話 | -                                                             |
| 5 | 仮面ライダーストロンガー        | 1975年4月5日 - 12月27日        | 全39話 | -                                                             |
| 5 | 全員集合!7人の仮面ライダー!!    | 1976年1月3日                   | -      | 『ストロンガー』最終話の後日談。                              |
| 6 | 不滅の仮面ライダースペシャル    | 1979年9月8日                   | -      | 放映前特番。                                                  |
| 6 | 仮面ライダー（スカイライダー）  | 1979年10月5日 - 1980年10月10日 | 全54話 | -                                                             |
| 7 | 仮面ライダースーパー1           | 1980年10月17日 - 1981年9月26日 | 全48話 | 放映終了後6年間シリーズ中断。                                 |
| - | 10号誕生!仮面ライダー全員集合!! | 1984年1月3日                   | -      | 『仮面ライダーZX』の映像化作品。                              |
| 8 | これが仮面ライダーBLACKだ!      | 1987年9月27日                  | -      | -                                                             |
| 8 | 仮面ライダーBLACK               | 1987年10月4日 - 1988年10月9日  | 全51話 | -                                                             |
| 8 | 仮面ライダー1号〜RX大集合       | 1988年10月16日                 | -      | 『BLACK』までの歴代ライダー総集編および次作『RX』の事前特番。 |
| 9 | 仮面ライダーBLACK RX            | 1988年10月23日 - 1989年9月24日 | 全47話 | 放送終了後10年4か月のシリーズ中断。                           |

#### 平成版
以下のシリーズ作品の本放送はテレビ朝日が制作し、全国ネット（テレビ朝日系列）で放送。
|       | 作品名                                    | 放送期間                   | 話数   | 備考 |
| 第1期 | 第1期                                     | 第1期                      | 第1期  | 第1期 |
| ----- | ----------------------------------------- | -------------------------- | ------ | --- |
| 1     | 仮面ライダークウガ                        | 2000年1月30日2001年1月21日 | 全49話 | 同作品のみハイビジョン撮影による制作（アナログ放送では同作品より16:9レターボックス放送）。 |
| 1     | 仮面ライダークウガ 新春スペシャル         | 2001年1月2日               | ---    | |
| 2     | 仮面ライダーアギト                        | 2001年1月28日2002年1月27日 | 全51話 | 仮面ライダー生誕30周年記念作品。平成仮面ライダーシリーズ初の劇場版も公開。 同作品より、戦闘シーンにて流れる挿入歌をエンディングテーマとして扱うようになった。 また、同作品以降の最終回はオープニングを省略し、エンディングにてオープニング曲を流す形態に変更。 同作品よりスクイーズ収録による制作へ移行。 |
| 2     | 仮面ライダーアギトスペシャル 新たなる変身 | 2001年10月1日              | ---    | |
| 3     | 仮面ライダー龍騎                          | 2002年2月3日2003年1月19日  | 全50話 | 同作品より、楽曲の発売元がそれまでの日本コロムビアからavex modeに移行。 |
| 3     | 仮面ライダー龍騎スペシャル 13RIDERS       | 2002年9月19日              | ---    | |
| 4     | 仮面ライダー555                           | 2003年1月26日2004年1月18日 | 全50話 | 9月28日放送分（第35話）より「スーパーヒーロータイム」第2枠として位置付けられる。 12月7日放送分（第44話）より仮面ライダーシリーズ初の地上デジタル放送開始（デジタル放送では『剣』まで額縁放送）。 |
| 5     | 仮面ライダー剣                            | 2004年1月25日2005年1月23日 | 全49話 | |
| 6     | 仮面ライダー響鬼                          | 2005年1月30日2006年1月22日 | 全48話 | 同作品よりハイビジョン制作へ移行。 |
| 7     | 仮面ライダーカブト                        | 2006年1月29日2007年1月21日 | 全49話 | 仮面ライダー生誕35周年記念作品。 同作品よりテレビ放映作品としては初めてデジタルシネマ方式を導入。 |
| 8     | 仮面ライダー電王                          | 2007年1月28日2008年1月20日 | 全49話 | 3月4日放送分（第6話）より「ニチアサキッズタイム」第3枠として位置付けられる。 劇場版の制作本数最多を記録。2009年より新たな展開として「超電王」シリーズに移行。 同作品より各話への正式なサブタイトルの付記が定番化。                                                                                        |
| 9     | 仮面ライダーキバ                          | 2008年1月27日2009年1月18日 | 全48話 | 石ノ森章太郎生誕70周年記念。同年より劇場版が年に複数制作される様になる。 |
| 10    | 仮面ライダーディケイド                    | 2009年1月25日2009年8月30日 | 全31話 | 平成仮面ライダー10周年記念、平成仮面ライダー10作記念、テレビ朝日開局50周年記念作品。 同作品より終了時期が8月最終週に移行。これに伴い同作品のみ約7ヶ月間の放送期間となった。 |
| 第2期 |                                           |                            |        | |
| 11    | 仮面ライダーW                             | 2009年9月6日2010年8月29日  | 全49話 | 平成仮面ライダー10周年プロジェクト秋の陣。平成仮面ライダーシリーズ初のダブル主役作品。 同作品より放送開始時期が9月第1週に移行。放送終了後にテレビシリーズの仮面ライダーでは初のVシネマが制作された。同作品以降「仮面ライダー」の英語表記が「MASKED RIDER」から「KAMEN RIDER」に改められる。               |
| 12    | 仮面ライダーオーズ/OOO                    | 2010年9月5日2011年8月28日  | 全48話 | 2月6日放送分（第21話）より「ニチアサキッズタイム」の編成は解消。 4月3日放送分（第28話）にて仮面ライダー生誕40周年およびシリーズ通算1000回の放送を達成、これを記念したエピソードも制作された。 東北3県以外（44都道府県）では7月24日放送分（第43話）終了後に地上デジタル放送へ移行。                        |
| 13    | 仮面ライダーフォーゼ                      | 2011年9月4日2012年8月26日  | 全48話 | 仮面ライダー生誕40周年記念作品。 東日本大震災で甚大な被害を受けた岩手・宮城・福島の各県も、3月31日放送分（第28話）終了後に地上デジタル放送へ移行。 |
| 14    | 仮面ライダーウィザード                    | 2012年9月2日2013年9月29日  | 全53話 | 平成仮面ライダーシリーズ最多の放送回。物語は第51話までで完結、最終2話は前後編の特別編として制作。同作品より終了時期が9月最終週に移行。 |
| 15    | 仮面ライダー鎧武/ガイム                   | 2013年10月6日2014年9月28日 | 全47話 | 同作品より放送開始時期が10月第1週に移行。 シリーズ初という触れ込みで、同時期に放送の『烈車戦隊トッキュウジャー』との「合体スペシャル」が制作された。 |
| 16    | 仮面ライダードライブ                      | 2014年10月5日2015年9月27日 | 全48話 | 同時期に放送の『手裏剣戦隊ニンニンジャー』との「合体スペシャル」が制作された。物語は第47話までで完結、最終話は特別編として制作。 |
| 17    | 仮面ライダーゴースト                      | 2015年10月4日2016年9月25日 | 全50話 | 春季公開の映画に合わせ、同時期に放送の『動物戦隊ジュウオウジャー』とコラボレーションしたエピソードも制作された。 物語は第49話までで完結、最終話は特別編として制作。 |
| 18    | 仮面ライダーエグゼイド                    | 2016年10月2日2017年8月27日 | 全45話 | 仮面ライダー生誕45周年記念作品。 同作品より終了時期が8月最終週に移行。 春季公開の映画に合わせ、同時期に放送の『宇宙戦隊キュウレンジャー』とコラボレーションしたエピソードも制作された。 |
| 19    | 仮面ライダービルド                        | 2017年9月3日2018年8月26日  | 全49話 | 同作品より放送開始時期が9月第1週に移行。 10月1日放送分（第5話）より「スーパーヒーロータイム」第2枠から第1枠に変更、放送時間もそれまでの日曜8時台前半から1時間繰り下げの9時台前半に移動。 |
| 20    | 仮面ライダージオウ                        | 2018年9月2日2019年8月25日  | 全49話 | 平成仮面ライダー20作記念、平成仮面ライダーシリーズ最終作品。 |

#### 令和版
|   | 作品名                   | 放送期間                  | 話数    | 備考 |
| - | ------------------------ | ------------------------- | ------- | --- |
| 1 | 仮面ライダーゼロワン     | 2019年9月1日2020年8月30日 | 全45話  | COVID-19の影響により放送期間中に撮影を中断、新作放送が休止された5月中旬からの5週分は代替措置として特別編を放送。 |
| 2 | 仮面ライダーセイバー     | 2020年9月6日2021年8月29日 | 全47話  | 物語は第47話までで完結、その他にも番外編として特別章・増刊号（番組最終回）を各1話ずつ放送。このうち7月放送の特別章は後述の夏季映画に合わせ、同時期に放送の『機界戦隊ゼンカイジャー』とコラボレーションしたエピソードとして制作された。 |
| 3 | 仮面ライダーリバイス     | 2021年9月5日2022年8月28日 | 全50話  | 仮面ライダー生誕50周年記念作品。 |
| 4 | 仮面ライダーギーツ       | 2022年9月4日2023年8月27日 | 全49話  | 本作よりTELASA、Amazon Prime Video、TVer、ABEMAでの見逃し配信を実施。 |
| 5 | 仮面ライダーガッチャード | 2023年9月3日2024年8月25日 | 全50話  | |
| 6 | 仮面ライダーガヴ         | 2024年9月1日放送中        | 全 - 話 | |
| 7 | 仮面ライダーゼッツ       | 2025年9月7日〈予定〉      | 全 - 話 | |

### 映画
| 公開日         | タイトル | 公開枠                                                              | 劇場オリジナル | 併映作 | 備考 |
| -------------- | --- | ------------------------------------------------------------------- | --- | --- | --- |
| 1971年7月18日  | ゴーゴー仮面ライダー                                                                                        | 東映まんがまつり                                                    | | アリババと40匹の盗賊 宇宙猿人ゴリ対スペクトルマン アンデルセン物語 おやゆび姫 魔法のマコちゃん                                                                    | 『仮面ライダー』 第13話ブローアップ |
| 1972年3月18日  | 仮面ライダー対ショッカー                                                                                    | 東映まんがまつり                                                    | | ながぐつ三銃士 スペクトルマン さるとびエッちゃん ムーミン | |
| 1972年7月16日  | 仮面ライダー対じごく大使                                                                                    | 東映まんがまつり へんしん大会                                       | | 魔犬ライナー0011変身せよ! 変身忍者 嵐 超人バロム・1 国松さまのお通りだい 魔法使いチャッピー                                                                       | 藤岡弘失踪騒動 |
| 1973年3月17日  | 仮面ライダーV3                                                                                              | 東映まんがまつり                                                    | | パンダの大冒険 飛び出す人造人間キカイダー マジンガーZ バビル2世 ひみつのアッコちゃん                                                                              | 『仮面ライダーV3』 第2話ブローアップ |
| 1973年7月18日  | 仮面ライダーV3対デストロン怪人                                                                              | 東映まんがまつり                                                    | | マジンガーZ対デビルマン ロボット刑事 キカイダー01 バビル2世 赤ちゃんは超能力者 魔法使いサリー                                                                     | |
| 1974年3月16日  | 仮面ライダーX                                                                                               | 東映まんがまつり                                                    | | きかんしゃやえもん D51の大冒険 飛び出す立体映画イナズマン マジンガーZ対ドクターヘル ミラクル少女リミットちゃん キューティーハニー                                 | 『仮面ライダーX』 第3話ブローアップ |
| 1974年7月25日  | 五人ライダー対キングダーク                                                                                  | フィンガー5と遊ぼう! 東映まんがまつり                               | | マジンガーZ対暗黒大将軍 フィンガー5の大冒険 イナズマンF ゲッターロボ 魔女っ子メグちゃん                                                                           | |
| 1975年3月21日  | 仮面ライダーアマゾン                                                                                        | 東映まんがまつり                                                    | | グレートマジンガー対ゲッターロボ アンデルセン童話 にんぎょ姫 これがUFOだ!空飛ぶ円盤 魔女っ子メグちゃん 月よりの使者 がんばれ!!ロボコン                            | 『仮面ライダーアマゾン』 第16話ブローアップ |
| 1975年7月26日  | 仮面ライダーストロンガー                                                                                    | 東映まんがまつり                                                    | | ちびっ子レミと名犬カピより 家なき子 グレートマジンガー対ゲッターロボG 空中大激突 宇宙円盤大戦争 野生のエルザ がんばれ!!ロボコン ゆかいな仲間 秘密戦隊ゴレンジャー | 『仮面ライダーストロンガー』 第7話ブローアップ |
| 1980年3月15日  | 仮面ライダー 8人ライダーVS銀河王                                                                            | 東映まんがまつり                                                    | | 世界名作童話 森は生きている ゼンダマン ピラミッドの謎の箱だよ!ゼンダマン 銀河鉄道999 ガラスのクレア 花の子ルンルン こんにちわ桜の国                               | |
| 1981年3月14日  | 仮面ライダースーパー1                                                                                       | 東映まんがまつり                                                    | | 世界名作童話 白鳥の湖 タイムパトロール隊オタスケマン アターシャの結婚披露宴!? 一休さん 春だ!やんちゃ姫                                                            | |
| 1988年3月12日  | 仮面ライダーBLACK （仮面ライダーBLACK 鬼ヶ島へ急行せよ）                                                    | 東映まんがまつり                                                    | | ビックリマン 聖闘士星矢 神々の熱き戦い レディレディ!! | |
| 1988年7月9日   | 仮面ライダーBLACK 恐怖! 悪魔峠の怪人館                                                                      | 東映まんがまつり                                                    | | ビックリマン 無縁ゾーンの秘宝 ドラゴンボール 摩訶不思議大冒険 闘将!!拉麵男                                                                                        | |
| 1989年4月29日  | 仮面ライダー世界に駆ける                                                                                    |                                                                     | | | 3D映画 夕張市石炭の歴史村イベント上映作 |
| 1993年4月17日  | 仮面ライダーZO                                                                                              | 東映スーパーヒーローフェア                                          | 仮面ライダーZO | 五星戦隊ダイレンジャー 特捜ロボ ジャンパーソン | 仮面ライダー誕生20周年記念作品 |
| 1994年4月16日  | 仮面ライダーJ                                                                                               | 東映スーパーヒーローフェア                                          | 仮面ライダーJ ジャンボフォーメーション | 忍者戦隊カクレンジャー ブルースワット | |
| 1994年8月6日   | 仮面ライダーワールド                                                                                        |                                                                     | 巨大シャドームーン | スーパー戦隊ワールド 東映ヒーロー大集合 | ミニシアター用3D映画 大泉シネファンタジー'94他 |
| 2001年9月22日  | 劇場版 仮面ライダーアギト PROJECT G4                                                                        |                                                                     | 仮面ライダーG4 | 劇場版 百獣戦隊ガオレンジャー 火の山、吼える | 東映創立50周年記念作品 仮面ライダー30周年記念作品                                                                                                  |
| 2002年8月17日  | 劇場版 仮面ライダー龍騎 EPISODE FINAL                                                                       |                                                                     | 仮面ライダーファム 仮面ライダーリュウガ | 忍風戦隊ハリケンジャー シュシュッと THE MOVIE | |
| 2003年8月16日  | 劇場版 仮面ライダー555 パラダイス・ロスト                                                                   |                                                                     | 仮面ライダーサイガ 仮面ライダーオーガ ライオトルーパー | 爆竜戦隊アバレンジャー DELUXE アバレサマーはキンキン中! | |
| 2004年9月11日  | 劇場版 仮面ライダー剣 MISSING ACE                                                                           |                                                                     | 仮面ライダーグレイブ 仮面ライダーラルク 仮面ライダーランス | 特捜戦隊デカレンジャー THE MOVIE フルブラスト・アクション | |
| 2005年9月3日   | 劇場版 仮面ライダー響鬼と7人の戦鬼                                                                          |                                                                     | 仮面ライダー歌舞鬼 仮面ライダー凍鬼 仮面ライダー煌鬼 仮面ライダー西鬼 仮面ライダー羽撃鬼 | 魔法戦隊マジレンジャー THE MOVIE インフェルシアの花嫁 | |
| 2005年11月5日  | 仮面ライダー THE FIRST                                                                                      |                                                                     | 仮面ライダー1号 仮面ライダー2号 | | |
| 2006年8月5日   | 劇場版 仮面ライダーカブト GOD SPEED LOVE                                                                    |                                                                     | 仮面ライダーコーカサス 仮面ライダーヘラクス 仮面ライダーケタロス ネオトルーパー | 轟轟戦隊ボウケンジャー THE MOVIE 最強のプレシャス | 仮面ライダー生誕35周年記念作品 |
| 2007年8月4日   | 劇場版 仮面ライダー電王 俺、誕生!                                                                           |                                                                     | 仮面ライダー電王 ウイングフォーム 仮面ライダーミニ電王 仮面ライダーガオウ | 電影版 獣拳戦隊ゲキレンジャー ネイネイ!ホウホウ!香港大決戦 モモタロスのなつやすみ                                                                                 | |
| 2007年10月27日 | 仮面ライダー THE NEXT                                                                                       |                                                                     | 仮面ライダーV3 ショッカーライダー | | PG12指定 |
| 2008年4月12日  | 劇場版 仮面ライダー電王&キバ クライマックス刑事                                                             |                                                                     | 仮面ライダーネガ電王 | モモタロスのキバっていくぜ! | 春の仮面ライダー祭 |
| 2008年5月17日  | 仮面ライダーキバ&電王 デンライナー宇宙へ!                                                                   |                                                                     | | | プラネタリウム |
| 2008年8月9日   | 劇場版 仮面ライダーキバ 魔界城の王                                                                          |                                                                     | 仮面ライダーレイ 仮面ライダーアーク | 炎神戦隊ゴーオンジャー BUNBUN!BANBAN!劇場BANG!! おまけ モモタロスのまっかっか城の王                                                                               | |
| 2008年10月4日  | 劇場版 さらば仮面ライダー電王 ファイナル・カウントダウン                                                    |                                                                     | 仮面ライダーNEW電王 ストライクフォーム 仮面ライダー幽汽 スカルフォーム/ハイジャックフォー厶 | イマジンあにめ モモタロスよ永遠に－イマジン終着駅－/劇場版 | |
| 2009年5月1日   | 劇場版 超・仮面ライダー電王&ディケイド NEOジェネレーションズ 鬼ヶ島の戦艦                                   | 超・電王                                                            | 仮面ライダー電王 超クライマックスフォーム 仮面ライダーNEW電王 ベガフォーム ゴルドラ シルバラ | | 平成仮面ライダー10th 春の陣 |
| 2009年8月8日   | 劇場版 仮面ライダーディケイド オールライダー対大ショッカー                                                  |                                                                     | 仮面ライダーディケイド コンプリートフォーム ジャンボフォーメーション 仮面ライダークウガ ライジングアルティメット | 侍戦隊シンケンジャー 銀幕版 天下分け目の戦 | 「平成仮面ライダー」10周年記念作品 平成仮面ライダー10th 夏の陣                                                                                     |
| 2009年12月12日 | 仮面ライダー×仮面ライダー W&ディケイド MOVIE大戦2010                                                        | MOVIE大戦                                                           | 仮面ライダーディケイド 激情態 仮面ライダーディケイド 最強コンプリートフォーム アルティメットゴウラム 電波人間タックル 仮面ライダーキバーラ 仮面ライダースカル 仮面ライダーW サイクロンサイクロン 仮面ライダーW ジョーカージョーカー                                              | | 平成仮面ライダー10th 冬の陣 |
| 2010年5月22日  | 仮面ライダー×仮面ライダー×仮面ライダー THE MOVIE 超・電王トリロジー EPISODE RED ゼロのスタートウィンクル    | 超・電王トリロジー                                                  | | イマジンあにめ | 3作品連続公開 |
| 2010年6月5日   | 仮面ライダー×仮面ライダー×仮面ライダー THE MOVIE 超・電王トリロジー EPISODE BLUE 派遣イマジンはNEWトラル    | 超・電王トリロジー                                                  | | イマジンあにめ | 3作品連続公開 |
| 2010年6月5日   | 仮面ライダー 恐怖の地球温暖化計画                                                                           |                                                                     | | | プラネタリウム |
| 2010年6月19日  | 仮面ライダー×仮面ライダー×仮面ライダー THE MOVIE 超・電王トリロジー EPISODE YELLOW お宝DEエンド・パイレーツ | 超・電王トリロジー                                                  | 仮面ライダーG電王 仮面ライダーディエンド コンプリートフォーム | イマジンあにめ | 3作品連続公開 |
| 2010年8月7日   | 仮面ライダーW FOREVER AtoZ/運命のガイアメモリ                                                               |                                                                     | 仮面ライダーW サイクロンジョーカーゴールドエクストリーム 仮面ライダージョーカー 仮面ライダーエターナル | 天装戦隊ゴセイジャー エピックON THEムービー | 2D&デジタル3D同時公開 |
| 2010年12月18日 | 仮面ライダー×仮面ライダー オーズ&ダブル feat.スカル MOVIE大戦CORE                                           | MOVIE大戦                                                           | 仮面ライダースカルクリスタル 仮面ライダーオーズ タカゴリバ 仮面ライダーコア（オートバイ形態） | | |
| 2011年4月1日   | オーズ・電王・オールライダー レッツゴー仮面ライダー                                                         |                                                                     | 仮面ライダーオーズ タマシーコンボ キカイダー キカイダー01 快傑ズバット イナズマン | | 仮面ライダー生誕40周年記念 東映創立60周年記念作品                                                                                                  |
| 2011年8月6日   | 劇場版 仮面ライダーオーズ WONDERFUL 将軍と21のコアメダル                                                    |                                                                     | 仮面ライダーオーズ ブラカワニコンボ 仮面ライダーオーズ ガタトラーター | 海賊戦隊ゴーカイジャー THE MOVIE 空飛ぶ幽霊船 | 2D&デジタル3D同時公開 仮面ライダー生誕40周年記念作品                                                                                               |
| 2011年12月10日 | 仮面ライダー×仮面ライダー フォーゼ&オーズ MOVIE大戦MEGA MAX                                                 | MOVIE大戦                                                           | 仮面ライダーアクア 仮面ライダーポセイドン 仮面ライダーなでしこ 仮面ライダーフォーゼ ロケットステイツ 仮面ライダーオーズ スーパータトバコンボ 仮面ライダーオーズ ガタトラドル 仮面ライダーオーズ ガタゴリーター                                                                   | | 仮面ライダー生誕40周年記念作品 |
| 2012年4月21日  | 仮面ライダー×スーパー戦隊 スーパーヒーロー大戦                                                              | スーパーヒーロー大戦                                                | 仮面ライダーディケイド1号 ロケットドリルゴーバスターオー ライダーキー | | |
| 2012年8月4日   | 仮面ライダーフォーゼ THE MOVIE みんなで宇宙キターッ!                                                        |                                                                     | 仮面ライダーフォーゼ メテオフュージョンステイツ ブラックナイト グランダイン スカイダイン 衛星兵器XVII | 特命戦隊ゴーバスターズ THE MOVIE 東京エネタワーを守れ! | |
| 2012年12月8日  | 仮面ライダー×仮面ライダー ウィザード&フォーゼ MOVIE大戦アルティメイタム                                     | MOVIE大戦                                                           | 仮面ライダーフォーゼ メテオなでしこフュージョンステイツ 仮面ライダーウィザード スペシャルラッシュ イナズマン/サナギマン 美少女仮面ポワトリン ザタン イール ガーラ | | |
| 2012年12月29日 | 仮面ライダー3Dバトル FROMガンバライド                                                                       |                                                                     | レッドシャドームーン | | 3Dアトラクションムービー 仮面ライダー×スーパー戦隊 ヒーロークエスト2013 〜シャバドゥビミッション〜他                                               |
| 2013年4月27日  | 仮面ライダー×スーパー戦隊×宇宙刑事 スーパーヒーロー大戦Z                                                    | スーパーヒーロー大戦                                                | 宇宙刑事ギャバンtypeG 宇宙刑事シャリバン 宇宙刑事シャイダー ドラフトレッダー ブルービート ビーファイターカブト 磁雷矢（第2装着） ジャンパーソン 機動刑事ジバン | | |
| 2013年4月27日  | 仮面ライダーフォーゼ&宇宙刑事ギャバン ゴールドディスクを守れ!                                               |                                                                     | 宇宙刑事ギャバン | | プラネタリウム |
| 2013年8月3日   | 劇場版 仮面ライダーウィザード in Magic Land                                                                 |                                                                     | 仮面ライダーウィザード インフィニティードラゴン 仮面ライダーメイジ 仮面ライダーソーサラー | 劇場版 獣電戦隊キョウリュウジャー ガブリンチョ・オブ・ミュージック                                                                                                | |
| 2013年12月14日 | 仮面ライダー×仮面ライダー 鎧武&ウィザード 天下分け目の戦国MOVIE大合戦                                       | MOVIE大戦                                                           | 白い魔法使い（コヨミ） 仮面ライダーウィザード インフィニティードラゴンゴールド 仮面ライダー鎧武 ウィザードアームズ 仮面ライダーバロン オーズアームズ 仮面ライダー龍玄 Wアームズ 仮面ライダー斬月 フォーゼアームズ 武神鎧武 ブラッドオレンジアームズ/蓮華座 武神鎧武 武神ライダー | | 平成仮面ライダー15作品記念 |
| 2014年3月29日  | 平成ライダー対昭和ライダー 仮面ライダー大戦 feat.スーパー戦隊                                               | スーパーヒーロー大戦                                                | 仮面ライダー鎧武 1号アームズ 仮面ライダーフィフティーン（ディケイドアームズ/フォーゼアームズ/ウィザードアームズ/鎧武アームズ） トッキュウオーキョウリュウジン feat.デンライナー                                                                                                  | | 平成仮面ライダー15作品記念 投票でエンディングを決定                                                                                                |
| 2014年7月19日  | 劇場版 仮面ライダー鎧武 サッカー大決戦!黄金の果実争奪杯!                                                    |                                                                     | 仮面ライダー鎧武・闇 仮面ライダー鎧武 ドングリアームズ 仮面ライダー鎧武 ドリアンアームズ 仮面ライダー黒影・真 仮面ライダー冠 仮面ライダーマルス | 烈車戦隊トッキュウジャー THE MOVIE ギャラクシーラインSOS | 2014 FIFAワールドカップ記念コラボ |
| 2014年12月13日 | 仮面ライダー×仮面ライダー ドライブ&鎧武 MOVIE大戦フルスロットル                                             | MOVIE大戦                                                           | 仮面ライダー鎧武 ドライブアームズ 仮面ライダードライブ タイプフルーツ 仮面ライダーデューク ドラゴンエナジーアームズ メカ黒影 仮面ライダールパン | | |
| 2015年3月21日  | スーパーヒーロー大戦GP 仮面ライダー3号                                                                      | スーパーヒーロー大戦                                                | 仮面ライダー3号 ライダーロボ シュリケンジン トライドロン | | |
| 2015年8月8日   | 劇場版 仮面ライダードライブ サプライズ・フューチャー                                                        |                                                                     | 仮面ライダーダークドライブ 仮面ライダー超デッドヒートドライブ 仮面ライダードライブ タイプスペシャル | 手裏剣戦隊ニンニンジャー THE MOVIE 恐竜殿さまアッパレ忍法帖! | |
| 2015年12月12日 | 仮面ライダー×仮面ライダー ゴースト&ドライブ 超MOVIE大戦ジェネシス                                           | MOVIE大戦                                                           | 仮面ライダーデッドヒートドライブ 仮面ライダーゼロドライブ 仮面ライダーゴースト トウサン魂 | | |
| 2016年3月26日  | 仮面ライダー1号                                                                                             |                                                                     | 仮面ライダー1号 仮面ライダーゴースト 闘魂ロビン魂 | | スーパーヒーローイヤー2016年 仮面ライダー45周年記念作品                                                                                            |
| 2016年8月6日   | 劇場版 仮面ライダーゴースト 100の眼魂とゴースト運命の瞬間                                                   |                                                                     | 仮面ライダーゴースト ダーウィン魂 仮面ライダーダークゴースト 仮面ライダーダークネクロムR 仮面ライダーダークネクロムB 仮面ライダーダークネクロムY 仮面ライダーゼロスペクター 仮面ライダーエクストリーマー                                                                         | 劇場版 動物戦隊ジュウオウジャー ドキドキサーカスパニック! | スーパーヒーローイヤー2016年 仮面ライダー生誕45周年記念                                                                                            |
| 2016年12月10日 | 仮面ライダー平成ジェネレーションズ Dr.パックマン対エグゼイド&ゴーストwithレジェンドライダー                 | 平成ジェネレーションズ                                              | 仮面ライダーゴースト エグゼイド魂 仮面ライダーゴースト テンカトウイツ魂 仮面ライダーエグゼイド ゴーストゲーマー レベル1/レベル2 | | 仮面ライダー生誕45周年記念 |
| 2017年3月25日  | 仮面ライダー×スーパー戦隊 超スーパーヒーロー大戦                                                            | スーパーヒーロー大戦                                                | 仮面ライダートゥルーブレイブ 仮面ライダーブレイブ ギャラクシアンクエストゲーマー 仮面戦隊ゴライダー | | |
| 2017年8月5日   | 劇場版 仮面ライダーエグゼイド トゥルー・エンディング                                                        |                                                                     | 仮面ライダー風魔 忍者プレイヤー 仮面ライダーエグゼイド クリエイターゲーマー | 宇宙戦隊キュウレンジャー THE MOVIE ゲース・インダベーの逆襲 | |
| 2017年12月9日  | 仮面ライダー平成ジェネレーションズ FINAL ビルド&エグゼイドwithレジェンドライダー                            | 平成ジェネレーションズ                                              | 仮面ライダービルド エグゼイドフォーム カイザー カイザーリバース バイカイザー | | |
| 2018年5月5日   | 劇場版 仮面ライダーアマゾンズSeason1 覚醒                                                                   |                                                                     | | | 第1期再編集 |
| 2018年5月12日  | 劇場版 仮面ライダーアマゾンズSeason2 輪廻                                                                   |                                                                     | | | 第2期再編集 |
| 2018年5月19日  | 仮面ライダーアマゾンズ THE MOVIE 最後ノ審判                                                                 |                                                                     | 仮面ライダーアマゾンネオアルファ | | 4DX/MX4D同時公開 |
| 2018年8月4日   | 劇場版 仮面ライダービルド Be The One                                                                        |                                                                     | 仮面ライダービルド クローズビルドフォーム 仮面ライダーブラッド | 快盗戦隊ルパンレンジャーVS警察戦隊パトレンジャー en film | 石ノ森章太郎生誕80周年 |
| 2018年12月22日 | 平成仮面ライダー20作記念 仮面ライダー平成ジェネレーションズ FOREVER                                         | 平成ジェネレーションズ                                              | 仮面ライダージオウ ダブルアーマー 仮面ライダージオウ クウガアーマー | | 平成仮面ライダー20作記念 |
| 2019年7月26日  | 劇場版 仮面ライダージオウ Over Quartzer                                                                     |                                                                     | 仮面ライダージオウ オーマフォーム 仮面ライダーバールクス 仮面ライダーゾンジス 仮面ライダーザモナス | 騎士竜戦隊リュウソウジャー THE MOVIE タイムスリップ!恐竜パニック!!                                                                                                | |
| 2019年12月21日 | 仮面ライダー 令和 ザ・ファースト・ジェネレーション                                                          |                                                                     | 仮面ライダー001 ライジングホッパー 仮面ライダー1型 ロッキングホッパー | | |
| 2020年8月14日  | 仮面ライダー電王 プリティ電王とうじょう!                                                                    | 東映まんがまつり                                                    | 仮面ライダープリティ電王 | 映画 おしりたんてい テントウムシいせきの なぞ 映画 ふしぎ駄菓子屋 銭天堂 つりたい焼き りさいくるずー まもれ!もくようびは資源ごみの日                              | 当初公開予定は2020年4月24日 新型コロナウイルス感染拡大の影響で公開延期                                                                             |
| 2020年12月18日 | 劇場版 仮面ライダーゼロワン REAL×TIME                                                                       |                                                                     | 仮面ライダーゼロワン ヘルライジングホッパー 仮面ライダーゼロツー（イズ） 仮面ライダーエデン 仮面ライダーアバドン 仮面ライダールシファー | 同時上映 | 当初の公開予定は『キラメイジャー』と同時上映で2020年7月23日。 新型コロナウイルス感染拡大の影響で公開延期に伴い、併映作は『セイバー』短編作に変更。 |
| 2020年12月18日 | 劇場短編 仮面ライダーセイバー 不死鳥の剣士と破滅の本                                                        | 仮面ライダーセイバーエモーショナルドラゴン 仮面ライダーファルシオン | | 同時上映 | 当初の公開予定は『キラメイジャー』と同時上映で2020年7月23日。 新型コロナウイルス感染拡大の影響で公開延期に伴い、併映作は『セイバー』短編作に変更。 |
| 2021年7月22日  | セイバー+ゼンカイジャー スーパーヒーロー戦記                                                                |                                                                     | 仮面ライダーセイバー スーパーヒーロー戦記 | 同時上映 | 仮面ライダー50周年×スーパー戦隊45作品記念 副音声配信                                                                                               |
| 2021年7月22日  | 劇場版 仮面ライダーリバイス                                                                                 |                                                                     | | 同時上映 | 公開日まで情報非公開 |
| 2021年12月17日 | 仮面ライダー ビヨンド・ジェネレーションズ                                                                   |                                                                     | 仮面ライダーセンチュリー 仮面ライダーセンチュリーブレイク 仮面ライダーリバイ ネオバッタゲノム 仮面ライダーバイス ネオバッタゲノム リバイスネオバッタ | | 仮面ライダー50周年記念映画 |
| 2022年7月22日  | 劇場版 仮面ライダーリバイス バトルファミリア                                                                |                                                                     | 仮面ライダーダイモン 仮面ライダーキマイラ 仮面ライダー五十嵐 | 暴太郎戦隊ドンブラザーズ THE MOVIE 新・初恋ヒーロー お昼のショッカーさん THE ムービィー                                                                           | |
| 2022年12月23日 | 仮面ライダーギーツ×リバイス MOVIEバトルロワイヤル                                                           |                                                                     | 仮面ライダーシーカー パワードビルダーフォーム 仮面ライダーリバイ ビートフォーム 仮面ライダーリバイ ビートアームドプロペラ 仮面ライダーバイス モンスターフォーム 仮面ライダーゲットオーバーデモンズ                                                                               | | |
| 2023年3月18日  | シン・仮面ライダー                                                                                          |                                                                     | 仮面ライダー（第1バッタオーグ） 仮面ライダー第2号（第2バッタオーグ） 仮面ライダー第2+1号 仮面ライダー第0号（チョウオーグ） 大量発生型相変異バッタオーグ | EVANGELION:3.0(-46h)劇場版 | 生誕50周年企画作品 シン・ジャパン・ヒーローズ・ユニバース PG12指定 IMAX/4DX同時公開、3月24日よりドルビーシネマ、4月14日よりMX4D順次公開            |
| 2023年7月28日  | 映画 仮面ライダーギーツ 4人のエースと黒狐                                                                   |                                                                     | 仮面ライダーXギーツ 仮面ライダーギーツワンネス | 映画 王様戦隊キングオージャー アドベンチャー・ヘブン | 映適認定作品第1号 |
| 2023年12月22日 | 仮面ライダー THE WINTER MOVIE ガッチャード&ギーツ 最強ケミー★ガッチャ大作戦                                 |                                                                     | 仮面ライダースターガッチャード 仮面ライダーギーツ モンスターマグナムフォーム 仮面ライダーギーツ アームドプロペラ | | |
| 2024年7月26日  | 仮面ライダーガッチャード ザ・フューチャー・デイブレイク                                                     | 仮面ライダー THE SUMMER MOVIE 2024                                  | 仮面ライダーミラクルガッチャード 仮面ライダーガッチャードシャイニングデイブレイク 仮面ライダードラド ドレットルーパー | 爆上戦隊ブンブンジャー 劇場BOON! プロミス・ザ・サーキット | |
| 2024年11月8日  | 風都探偵 仮面ライダースカルの肖像                                                                           |                                                                     | 仮面ライダーW サイクロンスカル | | アニメーション |
| 2025年7月25日  | 仮面ライダーガヴ お菓子の家の侵略者                                                                         | 仮面ライダーガヴ&ナンバーワン戦隊ゴジュウジャー Wヒーロー夏映画2025 | 仮面ライダーガヴ ヘクセンハイム 仮面ライダーカリエス C1 仮面ライダーカリエス C3 | ナンバーワン戦隊ゴジュウジャー 復活のテガソード | |

### オリジナルビデオ（一部の短編作品を含む）
真・仮面ライダー 序章
1992年2月20日VHSセル・レンタル開始。Vシネマ作品として発売。
ウルトラマンVS仮面ライダー
1993年7月21日VHSセル・レンタル開始。Vシネマ作品として発売。
仮面ライダーW RETURNS
仮面ライダーアクセル
2011年4月21日DVD・BDセル、4月8日DVDレンタル開始。Vシネマ作品として発売。
仮面ライダーエターナル
2011年7月21日DVD・BDセル、7月8日DVDレンタル開始。Vシネマ作品として発売。
仮面ライダードライブ シークレット・ミッションシリーズ
- 仮面ライダードライブ シークレット・ミッション type TV-KUN ハンター&モンスター! 超怪盗の謎を追え!

2014年発売。てれびくん付録の短編DVD作品。
- 仮面ライダードライブ シークレット・ミッション typeZERO 第0話 カウントダウン to グローバルフリーズ

2014年12月公開時の映画入場特典DVDによる短編作品。
- 仮面ライダードライブ シークレット・ミッション type TOKUJO

2015年発売。同作品のBlu-ray COLLECTIONに収録の短編ドラマ。
鎧武外伝
仮面ライダー斬月/仮面ライダーバロン
2015年4月22日BD・DVDセル、DVDレンタル開始。Vシネマ作品として発売。
仮面ライダーデューク/仮面ライダーナックル
2015年11月11日BD・DVDセル、DVDレンタル開始。Vシネマ作品として発売。
ドライブサーガ
仮面ライダーチェイサー
2016年4月20日BD・DVDセル、DVDレンタル開始。Vシネマ作品として発売。
仮面ライダーマッハ/仮面ライダーハート
2016年11月16日BD・DVDセル、DVDレンタル開始。Vシネマ作品として発売。
ゴースト RE:BIRTH 仮面ライダースペクター
2017年4月19日BD・DVDセル、DVDレンタル開始。Vシネマ作品として発売。
仮面ライダーエグゼイド トリロジー アナザー・エンディング
仮面ライダーブレイブ＆スナイプ
2018年2月3日期間限定劇場先行上映。2018年3月28日BD・DVDセル、DVDレンタル開始。Vシネマ作品として発売。
仮面ライダーパラドクスwithポッピー
2018年2月17日期間限定劇場先行上映。2018年4月11日BD・DVDセル、DVDレンタル開始。Vシネマ作品として発売。
仮面ライダーゲンムVSレーザー
2018年3月3日期間限定劇場先行上映。2018年4月25日BD・DVDセル、DVDレンタル開始。Vシネマ作品として発売。
ビルド NEW WORLD
仮面ライダークローズ
2019年1月25日期間限定劇場先行上映。2019年4月24日BD・DVDセル、DVDレンタル開始。Vシネクスト作品として発売。
仮面ライダーグリス
2019年9月6日期間限定劇場先行上映。2019年11月27日BD・DVDセル、DVDレンタル開始。Vシネクスト作品として発売。
仮面ライダージオウ NEXT TIME ゲイツ、マジェスティ
2020年2月28日期間限定劇場先行上映。2020年4月22日BD・DVDセル、DVDレンタル開始。Vシネクスト作品として発売。
ゼロワン Others
仮面ライダー滅亡迅雷
2021年3月26日期間限定劇場先行上映。2021年7月14日BD・DVDセル、DVDレンタル開始。Vシネクスト作品として発売。
仮面ライダーバルカン＆バルキリー
2021年8月27日期間限定劇場先行上映。2021年11月10日BD・DVDセル、DVDレンタル開始。Vシネクスト作品として発売。
仮面ライダーセイバー 深罪の三重奏
2022年1月28日期間限定劇場先行上映。2022年5月11日BD・DVDセル、DVDレンタル開始。Vシネクスト作品として発売。
仮面ライダーオーズ 10th 復活のコアメダル
2022年3月12日期間限定劇場先行上映。2022年8月24日BD・DVDセル、DVDレンタル開始。Vシネクスト作品として発売。
リバイスForward 仮面ライダーライブ&エビル&デモンズ
2023年2月10日期間限定劇場先行上映。2023年5月10日BD・DVDセル、DVDレンタル開始。Vシネクスト作品として発売。
仮面ライダー555 20th パラダイス・リゲインド
2024年2月2日期間限定劇場先行上映。PG12指定。2024年5月29日BD・DVDセル、DVDレンタル開始。Vシネクスト作品として発売。
仮面ライダーギーツ ジャマト・アウェイキング
2024年3月8日期間限定劇場先行上映。2024年7月24日BD・DVDセル、DVDレンタル開始。Vシネクスト作品として発売。
仮面ライダーガッチャード GRADUATIONS
2025年2月21日期間限定劇場先行上映。2025年6月11日BD・DVDセル、DVDレンタル開始。Vシネクスト作品として発売。
てれびくん特典オリジナルビデオ・オリジナルDVD
小学館刊行のてれびくんによる応募者全員プレゼントビデオ。『ブレイド』以降はDVDに移行した。W、フォーゼ、ゴーストは超バトルDVDとリンクしたDVDがてれびくん付録に付いている。また2020年11月8日、東映特撮ファンクラブ（TTFC）で『仮面ライダー鎧武/ガイム』のてれびくん超バトルDVD特別編集版の見放題配信を開始。DVDでは制作および収録の都合上、マルチストーリーを選択しての視聴となるのに対し、TTFCでは、同作品のマルチストーリーを一本化して、編集・収録されている。こうした措置はスーパー戦隊シリーズのオリジナルビデオのうち、講談社刊行のテレビマガジン(一部の作品は小学館制作)の付録分でも行われているものである。
- 仮面ライダークウガ 超ひみつビデオ 仮面ライダークウガVS剛力怪人ゴ・ジイノ・ダ
- 仮面ライダーアギト 3大ライダー超決戦ビデオ
- 仮面ライダー龍騎 ハイパーバトルビデオ 龍騎vs仮面ライダーアギト
- 仮面ライダー555 ハイパーバトルビデオ
- 仮面ライダー剣 超バトルビデオ/DVD ブレイドVSブレイド
- 仮面ライダー響鬼 超バトルDVD 明日夢変身! キミも鬼になれる!!
- 仮面ライダーカブト 超バトルDVD 誕生!ガタックハイパーフォーム!!
- 仮面ライダー電王 超バトルDVD うたって、おどって、大とっくん!!
- 仮面ライダーキバ アドベンチャーバトルDVD 〜キミもキバになろう〜
- 仮面ライダーディケイド 超アドベンチャーDVD 守れ!〈てれびくんの世界〉
- 仮面ライダーW DVD ガイアメモリ大図鑑
- 仮面ライダーW 超バトルDVD 丼のα/さらば愛しのレシピよ
- 仮面ライダーオーズ 超バトルDVD クイズとダンスとタカガルバ
- 仮面ライダーフォーゼ アストロスイッチひみつレポート
- 仮面ライダーフォーゼ 超バトルDVD 友情のロケットドリルステイツ
- てれびくん超バトルDVD 仮面ライダーウィザード ダンスリングでショータイム!!
- てれびくん超バトルDVD 仮面ライダー鎧武/ガイム フレッシュオレンジアームズ誕生! 〜君もつかめ!フレッシュの力〜
- てれびくん超バトルDVD 仮面ライダードライブ シークレット・ミッション type HIGH SPEED! ホンモノの力! タイプハイスピード誕生!
- てれびくん超バトルDVD 仮面ライダードライブ シークレット・ミッション type LUPIN 〜ルパン、最後の挑戦状〜
- 仮面ライダーゴースト 一休眼魂争奪!とんち勝負
- てれびくん超バトルDVD 仮面ライダーゴースト 一休入魂!めざめよ!オレのとんち力!!

- てれびくん超バトルDVD 仮面ライダーゴースト 真相！英雄眼魂のひみつ！
- てれびくん超バトルDVD 仮面ライダーエグゼイド［裏技］仮面ライダーレーザー
- てれびくん超バトルDVD 仮面ライダーエグゼイド［裏技］仮面ライダーパラドクス

- てれびくん超バトルDVD 仮面ライダービルド 誕生！クマテレビ!! VS仮面ライダーグリス
- てれびくん超バトルDVD 仮面ライダープライムローグ
- てれびくん超バトルDVD 仮面ライダービビビのビビルゲイツ
- てれびくん超バトルDVD 仮面ライダーゼロワン カンガルーからナニが飛び出す? ソンナの自分でカンガルー! はい、或人じゃないと!!
- てれびくん超バトルDVD 仮面ライダーセイバー 集え! ヒーロー!! 爆誕ドラゴンてれびくん
- てれびくん超バトルDVD 仮面ライダーリバイス コアラVSカンガルー!!結婚式のチューしんで愛をさけぶ!?
- てれびくん超バトルDVD 仮面ライダーリバイス 2号ライダーはじめました～♪
- てれびくん超バトルDVD 仮面ライダーギーツ どやさ!? 男だらけのデザイアグランプリ 王蛇はオレだー!!
- てれびくん超バトルDVD 仮面ライダーガッチャード どうする!? 宝太郎とりんねがいれかわっちゃった!!
- てれびくん超バトルDVD 仮面ライダーガヴ お菓子なグルメで、Woo!マイ ワカメーン!!

### ネット配信
ネット版 仮面ライダー裏キバ 魔界城の女王
2008年7月11日 - 8月15日、Web配信。全5話。
ネット版 仮面ライダーディケイド オールライダー超スピンオフ
2009年7月17日 - 9月4日、Web配信。全30話。
仮面ライダーディケイド オールライダー対しにがみ博士
2009年8月1日 - 8月31日、セブン-イレブンキャンペーン限定ムービー。
ネット版 仮面ライダーW FOREVER AtoZで爆笑26連発
2010年7月16日 - 8月20日、Web配信。全26話。
ネット版 オーズ・電王・オールライダー レッツゴー仮面ライダー 〜ガチで探せ!君だけのライダー48〜
2011年3月11日 - 4月15日、Web配信。全48話。
ネット版 仮面ライダーオーズ ALL STARS 21の主役とコアメダル
2011年7月8日 - 8月12日、Web配信。全23話。
ネット版 仮面ライダー×スーパー戦隊 スーパーヒーロー大変 〜犯人はダレだ?!〜
2012年4月1日 - 4月27日、Web配信。全10話。
ネット版 仮面ライダーフォーゼ みんなで授業キターッ!
2012年7月13日 - 8月17日、Web配信。全28話。
ネット版 仮面ライダー×スーパー戦隊×宇宙刑事 スーパーヒーロー大戦乙!〜Heroo!知恵袋〜あなたのお悩み解決します!
2013年4月12日 - 4月26日、Web配信。全10話。
ネット版 仮面ライダーウィザード イン マジか!?ランド
2013年7月12日 - 8月2日、Web配信。全24話。
dビデオスペシャル 仮面ライダー4号
2015年3月28日 - 4月4日、dビデオ動画配信。全3話。
仮面ライダーゴースト 伝説!ライダーの魂!
2016年1月15日 - 2016年4月29日、東映特撮YouTube動画配信。全7話。
仮面ライダーアマゾンズ
2016年4月1日 - 6月24日　Amazonプライム・ビデオ動画配信。全13話シーズン1）。
仮面ライダーエグゼイド [裏技]ヴァーチャルオペレーションズ
2016年10月02日 - 11月6日 YouTube配信 全5話
仮面ライダーエグゼイド [裏技]仮面ライダーゲンム
2017年1月13日 - YouTube配信
仮面ライダーブレイブ〜Surviveせよ！復活のビーストライダー・スクワッド！〜
2017年2月19日。東映特撮ファンクラブ配信。
仮面戦隊ゴライダー
2017年3月25日。auビデオパス配信。
仮面ライダーアマゾンズ Season2
2017年4月7日 - 6月30日。Amazon Prime Videoより配信開始。全13話。
仮面ライダービルド 変身講座 〜変身の法則は決まった!〜
2017年9月。YouTubeバンダイ公式チャンネルで配信。
仮面ライダービルド 〜ハザードレベルを上げる 7つのベストマッチ〜
2018年2月。東映特撮YouTube Officialで配信。
仮面ライダージオウ変身講座
2018年9月。YouTubeバンダイ公式チャンネルで配信。
仮面ライダージオウ 補完計画
2018年9月2日 - 12月23日。東映特撮ファンクラブ配信。全16話。
RIDER TIME 仮面ライダーシノビ
2019年3月31日 - 4月14日。東映特撮ファンクラブ配信。全3話。
RIDER TIME 仮面ライダー龍騎
2019年3月31日 - 4月14日。ビデオパス配信。全3話。
ドライブサーガ 仮面ライダーブレン
2019年4月28日 - 5月5日。東映特撮ファンクラブ配信。全2話。
奇跡の転身!?アルトVS.腹筋崩壊太郎 宿命のギャグバトル！
2020年3月28日。東映特撮YouTube Officialで配信。
鎧武外伝 仮面ライダーグリドンVS仮面ライダーブラーボ
2020年10月25日 - 11月1日、東映特撮ファンクラブ配信。全2話。
仮面ライダーセイバー スピンオフ 剣士列伝
2020年11月8日 - 12月20日、TELASA配信。全4話。
仮面ライダーセイバー変身講座
2020年11月。YouTubeバンダイ公式チャンネルで配信。
TTFC産直シアター  仮面ライダーセイバー
2020年12月27日 - 2021年11月7日。東映特撮ファンクラブ配信。全3話。
RIDER TIME 仮面ライダーディケイド VS ジオウ ディケイド館のデス・ゲーム
2021年2月9日 - 2月21日。東映特撮ファンクラブ配信。全3話。
RIDER TIME 仮面ライダージオウ VS ディケイド 7人のジオウ！
2021年2月9日 - 2月21日。TELASA配信。全3話。
仮面ライダーゲンムズ ―ザ・プレジデンツ―
2021年4月11日 - 4月18日｡東映特撮ファンクラブ配信。全2話。
仮面ライダーセイバー×ゴースト
2021年5月23日｡東映特撮ファンクラブ配信。
仮面ライダースペクター×ブレイズ
2021年6月27日｡東映特撮ファンクラブ配信。
【仮面ライダーリバイス】変身講座
2021年9月5日。YouTubeバンダイ公式チャンネルで配信。
仮面ライダーリバイス The Mystery
2022年1月30日 - 2月27日。TELASA配信。全5話。
「暴太郎戦隊ドンブラザーズ」meets「仮面ライダー電王」目指せ!ドン王
2022年3月1日。YouTube配信。全3話。
ネット版 仮面ライダーオーズ 復活のコアメダル・序章
2022年3月13日。東映特撮ファンクラブ配信。
ネット版 仮面ライダーオーズ バースX誕生・序章
2022年3月13日。東映特撮ファンクラブ配信。
リバイスレガシー 仮面ライダーベイル
2022年3月27日 - 5月22日。東映特撮ファンクラブ配信。全5話。
仮面ライダーゲンムズ スマートブレインと1000%のクライシス
2022年4月17日。東映特撮ファンクラブ配信。
TTFC産直シアター 仮面ライダーリバイス
2022年5月29日 - 11月27日。東映特撮ファンクラブ配信。
オーズ10th 仮面ライダーバース バース X 誕生秘話
2022年7月3日。東映特撮ファンクラブ配信。
「劇場版 仮面ライダーリバイス」スピンオフ配信ドラマ「Birth of Chimera」
2022年7月22日。東映特撮ファンクラブ配信。
仮面ライダージャンヌ&仮面ライダーアギレラ withガールズリミックス
2022年8月7日 - 9月11日。東映特撮ファンクラブ配信。全3話。
仮面ライダーギーツ変身講座
2022年9月4日。YouTube バンダイ公式チャンネル配信。
仮面ライダーギーツマグナムブーストフォーム 絵描き歌
2022年9月14日。YouTube バンダイ公式チャンネル配信。
仮面ライダーアウトサイダーズ
2022年10月16日 -。東映特撮ファンクラブ配信。
仮面ライダーBLACK SUN
2022年10月28日。Amazon Prime Video配信。全10話。
仮面ライダーセイバースピンオフ 仮面ライダーサーベラ&仮面ライダーデュランダル
2022年11月20日｡東映特撮ファンクラブ配信。
ジョージ・狩崎のモーニングルーティーン
2023年4月23日。東映特撮YouTube official配信。『ジュウガVSオルテカ』冒頭の1シーンを先行公開。
仮面ライダージュウガVS仮面ライダーオルテカ
2023年4月30日 - 5月7日。東映特撮ファンクラブ配信。全2話。
ギーツエクストラ　仮面ライダーパンクジャック
2023年5月21日。東映特撮ファンクラブ配信。
ギーツエクストラ　仮面ライダータイクーンmeets仮面ライダーシノビ
2023年6月18日。東映特撮ファンクラブ配信。
仮面ライダーガッチャード 変身講座
2023年9月3日。YouTube バンダイ公式チャンネル配信。
ギーツエクストラ 緊急特番 蔵出し！デザグラスペシャル
2023年10月8日。東映特撮ファンクラブ配信。
仮面ライダーガッチャードVS仮面ライダーレジェンド
2023年11月5日 - 26日。東映特撮YouTube Official配信。全2話。
冥黒の三姉妹プレゼンツ 仮面ライダーガッチャード 未完計画
2023年12月31日、2024年2月11日 - 8月25日。東映特撮ファンクラブ配信。全13話。
仮面ライダー555 殺人事件 問題編
2024年1月28日。東映特撮YouTube official配信。
ギーツエクストラ 仮面ライダーゲイザー
2024年4月7日。東映特撮ファンクラブ配信。
仮面ライダーガッチャード ver. ロミオとジュリエット【完全版】
2024年4月21日。東映特撮ファンクラブ配信。
仮面ライダー555 殺人事件 解決編
2024年5月5日。東映特撮ファンクラブ配信。
仮面ライダー 令和のゴージャス運動会
2024年8月17日 - 25日。東映特撮YouTube official、東映特撮ファンクラブ配信。全4話。
仮面ライダーガヴ 変身講座
2024年9月1日。YouTube バンダイ公式チャンネル配信。

### アニメーション作品
仮面ライダーSD 怪奇!?クモ男
1993年3月22日発売。OVA作品として発売。
クレヨンしんちゃん 真夏の夜にオラ参上!嵐を呼ぶ電王VSしん王60分スペシャル!!
2007年8月3日放送。
冬だっ!休みだっ!!クレヨンしんちゃん&ドラえもん!朝からどドーンと150分・SP
2007年12月30日放送。電王&キバ共演。
COLLECTION DVD イマジンあにめ
2008年4月25日発売。アニメDVDとして発売。
COLLECTION DVD イマジンあにめ2
2008年11月22日発売。アニメDVDとして発売。
COLLECTION DVD イマジンあにめ3
2010年10月21日発売。アニメDVDとして発売。
映画クレヨンしんちゃん 嵐を呼ぶ!オラと宇宙のプリンセス公開記念! 仮面ライダーフォーゼ コラボスペシャル
2012年4月13日 - 4月29日放送。全4話。
仮面ライダー ゼロワン ショートアニメ EVERYONE'S DAILY LIFE
2020年7月23日 - 10月11日。東映特撮ファンクラブ配信。全4話。
別冊 仮面ライダーセイバー 短編活動萬画集
2021年2月1日 - 8月29日。東映特撮ファンクラブ配信。全6話。
お昼のショッカーさん
2022年1月11日 - 12月29日。全50話。東映特撮ファンクラブ配信および地上波放送。
ゆだって最高!リバイスアニメ 湯けむりパラダイス A GO ! GO !
2022年4月10日 - 2023年7月30日。東映特撮ファンクラブ配信。全5話。
風都探偵
2022年8月1日 - 10月17日。U-NEXT配信。全12話。
クレヨンしんちゃん「しん・仮面ライダーだゾ」
2023年3月18日放送。
ギーツエクストラ ギーツあにめ あなざーぐらんぷり
2023年8月6日 - 2024年3月17日。東映特撮ファンクラブ配信。全8話。
ガッチャードショートアニメ ガッチャニメ 富良洲高校七不思議をガッチャせよ!
2024年4月28日 - 9月1日。東映特撮ファンクラブ配信。全5話。

### ラジオ番組
ラジオ オブ ロゴス
2022年1月28日 - 5月13日。東映特撮ファンクラブ配信。

### その他映像作品およびスピンオフ作品
へんしん!変身!あらしとライダー
1972年5月3日放映。変身忍者 嵐番組宣伝用の合同特番。
われらの仮面ライダー
1973年放映。仮面ライダー100回記念パーティー上映用の総集編。
フィンガー5の大冒険
1974年7月25日公開。仮面ライダーV3がゲスト出演。
闘え!ぼくらの仮面ライダー 最強のライダーZO誕生!!
1993年3月27日放映。仮面ライダーZOのテレビ特番。
まんがビデオ 仮面ライダー
1999年12月3日発売。原作コミックのまんがビデオとして発売。
仮面ライダークウガ特別篇 EPISODE50 乙彼
2001年1月20日イベント上映。
NEW GENERATION
2004年8月8日 - 9月5日放映。『仮面ライダー剣』の劇場版宣伝帯番組。
ご当地ライダー 激闘ファイル
2005年8月7日 - 9月4日放映。『仮面ライダー響鬼』の劇場版宣伝帯番組。
ステーキのどんCM 仮面ライダーカブト編
2006年放映。
モモタロスのまっかっか城の王
2008年7月20日 - 8月3日放映。『仮面ライダーキバ』の劇場版宣伝帯番組。
仮面ライダーG
2009年1月31日特番放映。
侍戦隊シンケンジャー
2009年。シンケンジャー第20 - 21話に仮面ライダーディケイドのレギュラー勢がゲスト出演。また、それと同時期のディケイド第24 - 25話にシンケンジャーレギュラー勢がゲスト出演。
左翔太郎ハードボイルド妄想日記
2010年2月21日 - 2011年1月21日。DVD収録のミニドラマ。
烈車戦隊トッキュウジャーVS仮面ライダー鎧武 春休み合体スペシャル
2014年3月30日放送。コラボエピソード。
手裏剣戦隊ニンニンジャーVS仮面ライダードライブ 春休み合体1時間スペシャル
2015年3月29日放送。コラボエピソード。
『劇場版 仮面ライダードライブ サプライズ・フューチャー』公開記念！ 1分間ストーリー
2015年7月19日 - 8月9日放送。
春休み合体ヒーロー祭り（仮面ライダーゴースト / 動物戦隊ジュウオウジャー）
2016年3月27日放送。「合体ヒーロー祭り」と銘打ち、お互いの作品にゲスト出演という形で登場。
仮面ライダーゴースト アラン英雄伝
2016年4月13日 - 2017年1月11日。全4話。仮面ライダーゴースト Blu-ray COLLECTION収録スピンオフドラマ。
『仮面ライダー×スーパー戦隊 超スーパーヒーロー大戦』映画公開記念スペシャル（仮面ライダーエグゼイド / 宇宙戦隊キュウレンジャー）
2017年3月26日放送。コラボエピソード。
仮面ライダーエグゼイド［裏技］仮面ライダースナイプ エピソードZERO
2017年4月12日 - 12月6日。全4話。仮面ライダーエグゼイド Blu-ray COLLECTION収録スピンオフドラマ。
ROGUE
2018年3月28日 - 9月12日。全3話。仮面ライダービルド Blu-ray COLLECTION収録スピンオフドラマ。
ヒーローを作った男 石ノ森章太郎物語
2018年8月25日放送。日本テレビ系24時間テレビ 「愛は地球を救う」内ドラマ。本郷猛（演 - 藤岡弘、）と仮面ライダー新1号出演。
プロジェクト・サウザー
2020年4月8日、11月11日。全2話。仮面ライダーゼロワン Blu-ray COLLECTION収録のスピンオフドラマ。
当初は8月5日に発売予定であったが、新型コロナウイルスによる影響で第2話の収録は11月11日に延期となった。
ソードオブロゴスサーガ
2021年5月12日、8月4日｡全2話。仮面ライダーセイバー Blu-ray COLLECTIONの収録のスピンオフドラマ。
『セイバー+ゼンカイジャー スーパーヒーロー戦記』映画公開記念合体スペシャル（仮面ライダーセイバー / 機界戦隊ゼンカイジャー）
2021年7月18日放送。お互いの作品にもう一方から一部のキャラクターがゲスト出演した。
DEAR GAGA
2022年4月13日、8月3日。全2話。仮面ライダーリバイス Blu-ray COLLECTIONの収録のスピンオフドラマ。
仮面ライダーリバイス ヒロミ思い出ムービー 完全版
2022年12月7日。同作の第29話の劇中で、門田ヒロミの記憶を呼び覚ますために、五十嵐兄妹とジョージ・狩崎らが作った設定をもとに主人公にした作品。
仮面ライダーデモンズ変身講座
2022年12月7日。映像特典に収録されている、仮面ライダーデモンズがメインの変身講座。

### 日本国外でのリメイク
- 閃電騎士シリーズ - 台湾の東星電影との合作映画シリーズ。
  - 閃電騎士V3（1975年） - 『仮面ライダーV3対デストロン怪人』の再編集映画。ライダーマンは女性である。
  - 閃電五騎士（1976年） - 『五人ライダー対キングダーク』の再編集映画。
  - 閃電騎士大戦地獄軍団（1976年） - 『仮面ライダー対ショッカー』『仮面ライダー対じごく大使』の再編集映画。
- ハヌマーンと5人の仮面ライダー - タイ王国のチャイヨー・プロダクションによるオリジナル映画。
- MASKED RIDER（1995年） - アメリカ合衆国のサバンとの合作テレビシリーズで、『仮面ライダーBLACK RX』のリメイク。
  - MIGHTY MORPHIN POWER RANGERS - マスクドライダーがゲスト出演
- KAMEN RIDER DRAGON KNIGHT（2009年） - 『仮面ライダー龍騎』のリメイク。
  - CS東映チャンネル日本国内放送（2009年10月6日 - 2010年2月16日、全40話）
  - 地上波放送（2010年4月1日 - 7月1日、第14話まで）

### ミュージックビデオ
- 『Climax Jump DEN-LINER form Music Clip』（2008年1月16日発売、『仮面ライダー電王 COMPLETE CD-BOX』に収録、モモタロス、ウラタロス、キンタロス、リュウタロスが登場。）
  - 『Climax Jump Sword form/Rod form/Ax form/Gun form Music Clip』（2008年10月1日発売、『いーじゃん!いーじゃん!スゲーじゃん!?』に収録、モモタロス、ウラタロス、キンタロス、リュウタロス、デネブが登場。）
- TETRA-FANG『Destiny's Play』（2008年4月23日発売、仮面ライダーキバが登場。）
- TETRA-FANG『Individual-System』（2008年6月25日発売、仮面ライダーイクサが登場。）
- 名護啓介（CV.加藤慶祐）『Fight for Justice ～Individual-System NAGO ver.～』（2008年7月30日発売、仮面ライダーイクサが登場。）
- TETRA-FANG『Supernova』（2008年8月6日発売、『SUPERNOVA』に収録、仮面ライダーキバ エンペラーフォームが登場。）
- TETRA-FANG『Entrance Procession』（2008年8月6日発売、『SUPERNOVA』に収録、仮面ライダーキバが登場。）
- TETRA-FANG『Roots of the king』（2008年11月12日発売、仮面ライダーサガが登場。）
- 紅音也（武田航平）『This love never ends』（2008年12月3日発売、『Inherited-System』に収録、仮面ライダーイクサが登場。）
- 麻生ゆり・麻生恵 （高橋優・柳沢なな）『Feel The Same』（2008年12月3日発売、『Inherited-System』に収録、仮面ライダーイクサが登場。）
- Gackt『Journey through the Decade』（2009年3月25日発売、仮面ライダーディケイド、パラドキサアンデッドが登場。）
  - GACKT『The Next Decade』（2009年8月11日発売、結城丈二主演）
  - GACKT『Stay the Ride Alive』（2010年1月1日発売、門矢士、仮面ライダーWがゲスト出演）
- 上木彩矢 w TAKUYA『W-B-X 〜W-Boiled Extreme〜』（2009年11月11日発売、仮面ライダーWのセットで撮影。登場人物がゲスト出演）
- Queen & Elizabeth『Love♡Wars』（2010年3月31日発売、仮面ライダーW、仮面ライダーアクセル、ライアー・ドーパント、マスカレイド・ドーパントが登場。）
- defspiral『DIVE INTO THE MIRROR』（2010年5月26日発売、仮面ライダードラゴンナイト、仮面ライダーウイングナイト、仮面ライダーインサイザーが登場。）
- 鳴海荘吉（吉川晃司）『Nobody's Perfect』（2010年6月30日発売、仮面ライダースカル、テラー・ドーパント、マスカレイド・ドーパントが登場。）
- 松岡充『W（ダブル）』（2010年8月11日発売、仮面ライダーエターナル、ルナ・ドーパント、サイクロン・ドーパント、ヒート・ドーパント、メタル・ドーパント、トリガー・ドーパント、マスカレイド・ドーパントが登場。）
- 大黒摩季『Anything Goes!』（2010年11月17日発売、仮面ライダーオーズ、幹部怪人ウヴァが登場。）
- 仮面ライダーGIRLS『Let's Go RiderKick 2011』（2011年4月20日発売、仮面ライダー1号、仮面ライダーオーズ、仮面ライダー電王が登場。）
- 火野映司&アンク（C.V.渡部秀・三浦涼介）『Time judged all』（2011年7月27日発売『Full Combo Collection』に収録。火野映司、アンク、仮面ライダーオーズ タジャドルコンボが登場。）
- 伊達明&後藤慎太郎（C.V.岩永洋昭・君嶋麻耶）『Reverse / Re：birth』（2011年7月27日発売、伊達明、後藤慎太郎、里中エリカ、仮面ライダーバースが登場。）
- 松平健 feat.映司&アンク（C.V.渡部秀・三浦涼介）『手をつなごう〜マツケン×仮面ライダーサンバ〜』（2011年8月3日発売、火野映司、アンク、仮面ライダーオーズがゲスト出演）
- 仮面ライダーGIRLS『KAMEN RIDER V3』（2011年8月3日発売、仮面ライダーV3、カメバズーカ、デストロン戦闘員が登場。）
- 土屋アンナ『Switch On!』（2011年11月23日発売、仮面ライダーフォーゼが登場。）
- 大黒摩季『Anything Goes! "BALLAD"』（2011年12月7日発売、仮面ライダーオーズが登場。）
- 綾小路翔VSマーティ・フリードマン『SAMURAI STRONG STYLE』（2011年12月21日発売、仮面ライダーフォーゼ、仮面ライダーオーズ、ショッカー骨戦闘員、マスカレイド・ドーパント、星屑忍者ダスタード、屑ヤミーがゲスト出演）
- Astronauts（May'n・椎名慶治）『Giant Step』（2012年1月25日発売、仮面ライダーフォーゼ（ベースステイツ、エレキステイツ）が登場。）
- everset『Shooting Star』（2012年3月7日発売、仮面ライダーメテオ、星屑忍者ダスタードが出演）
- SoutherN（栗林みな実・山下洋介）『Bounce Back』（2012年7月25日発売、『仮面ライダーフォーゼ Music States Collection』に収録、仮面ライダーフォーゼが登場。）
- Astronauts（May'n・椎名慶治）『COSMIC MIND』（2012年7月25日発売、『仮面ライダーフォーゼ Music States Collection』に収録、仮面ライダーフォーゼが登場。）
- everset『Evolvin' Storm』（2012年7月25日発売、『仮面ライダーフォーゼ Music States Collection』に収録、仮面ライダーメテオストームが登場。）
- 土屋アンナ『Voyagers (KAMENRIDER FOURZE version)』（2012年8月22日発売、仮面ライダーフォーゼ、歌星賢吾、城島ユウキがゲスト出演）
- RIDER CHIPS『ELEMENTS』（2012年9月26日発売、『コンプリートビデオライダー極』に収録、仮面ライダーブレイドが登場。）
- 火野映司×串田アキラ（C.V.渡部秀・串田アキラ）『POWER to TEARER』（2012年9月26日発売、『コンプリートビデオライダー極』に収録、仮面ライダーオーズ プトティラコンボ、屑ヤミーが登場。）
- 田中昌之『仮面ライダークウガ!』（2012年9月26日発売、『コンプリートビデオライダー極』に収録、仮面ライダークウガが登場。）
- 鬼龍院翔 from ゴールデンボンバー『Life is SHOW TIME』（2012年10月24日発売、仮面ライダーウィザードがゲスト出演）
- デーモン閣下『FOREST OF ROCKS』（2012年12月12日発売、仮面ライダーフォーゼ、仮面ライダーウィザード、グールがゲスト出演）
- 鎧武乃風『JUST LIVE MORE』（2013年12月11日発売。仮面ライダー鎧武が登場。）
- 鎧武乃風『YOUR SONG』（2014年7月16日発売。仮面ライダー鎧武が登場。）
- Mitsuru Matsuoka EARNEST DRIVE『SURPRISE-DRIVE』（2014年12月3日発売。仮面ライダードライブ、魔進チェイサーが登場。）
- 及川光博『Who's That Guy』（2015年3月18日発売。仮面ライダー3号、ショッカー骨戦闘員が登場。）
- Mitsuru Matsuoka EARNEST DRIVE『time』（2015年4月22日発売。仮面ライダー4号、仮面ライダードライブが登場。）
- Mitsuru Matsuoka EARNEST DRIVE『re-ray』（2015年8月5日発売。仮面ライダードライブが登場。）
- 東京スカパラダイスオーケストラ『ALMIGHTY〜仮面の約束 feat.川上洋平』（2020年12月23日発売。仮面ライダーセイバーが登場。）
- 東京スカパラダイスオーケストラ『仮面ライダーセイバー 』（2020年12月23日発売。仮面ライダーセイバーが登場。）
- Da-iCE feat.木村昴『liveDevil』（2021年12月22日発売。仮面ライダーリバイ、仮面ライダーバイスが登場。）
- 五十嵐さくら（井本彩花）&ラブコフ（CV：伊藤美来）『Cherry-ish!』（2022年9月21日発売、『仮面ライダーリバイス CD-BOX』に収録、仮面ライダージャンヌが登場。）
- ジョージ・狩崎（濱尾ノリタカ）『ジョージ・狩崎のライダーシステム』（2022年9月21日発売、『仮面ライダーリバイス CD-BOX』に収録、仮面ライダージュウガが登場。）
- 倖田來未×湘南乃風『Trust・Last』（2023年3月8日発売。仮面ライダーギーツ、仮面ライダータイクーン、仮面ライダーバッファが登場。）
- BACK-ON×FLOW『CHEMY×STORY』（2024年2月7日発売。仮面ライダーガッチャード、仮面ライダーマジェード、仮面ライダーヴァルバラドが登場。）
- FANTASTICS from EXILE TRIBE『Got Boost?』（2024年10月23日発売。仮面ライダーガヴ、仮面ライダーヴァレンが登場。）
- FANTASTICS from EXILE TRIBE『Candy Blaze』（2025年7月16日発売、『Cosmic Resonance』に収録。仮面ライダーガヴ マスターモード、仮面ライダーヴァレン フラッペカスタム、仮面ライダーヴラム アラモードモードが登場。）

### 舞台・ミュージカル
ヒーローショー以外の主な舞台公演。
- MASKED RIDER LIVE&SHOW 〜十年祭〜
- 仮面ライダー戦闘員日記 - 舞台。大学になじめない主人公がショッカーに入り、先輩隊員のいじめやヒロイン蜂女との憧れによる恋愛、それを打ち砕く仮面ライダーに苦悩する姿を描く。
- 感謝祭・超英雄祭 - 2012年より毎年1月に行われているスーパー戦隊シリーズとのコラボイベント。
  - 第1回大会 / 仮面ライダー生誕40周年 × スーパー戦隊シリーズ35作品記念 40×35 感謝祭 Anniversary LIVE & SHOW
  - 2012年1月10日・1月11日に東京国際フォーラムで開かれたイベント。『仮面ライダーフォーゼ』と『海賊戦隊ゴーカイジャー』の出演者の他にも戦隊・ライダーの主題歌を担当したアーティストなど総勢56名が大集合し、2日間で1万人を動員した。
  - 第2回大会 / 超英雄祭 仮面ライダー☓スーパー戦隊 LIVE & SHOW
  - 2013年1月11日・1月12日に東京国際フォーラムで開かれたイベント。『仮面ライダーウィザード』と『特命戦隊ゴーバスターズ』の出演者の他にも戦隊・ライダーの主題歌を担当したアーティストなどが大集合し2日間で1万人を動員した。
  - 第3回大会 / 超英雄祭 仮面ライダー☓スーパー戦隊 LIVE & SHOW2014
  - 2014年1月15日に日本武道館で開かれたイベント。『仮面ライダー鎧武/ガイム』と『獣電戦隊キョウリュウジャー』の出演者の他にも戦隊・ライダーの主題歌を担当したアーティストなどが大集合し、1万人を動員した。
  - 第4回大会 / 超英雄祭 仮面ライダー☓スーパー戦隊 LIVE & SHOW2015
  - 2015年1月16日と1月17日に開かれたイベント。会場は再び東京国際フォーラムに戻る。『仮面ライダードライブ』と『烈車戦隊トッキュウジャー』の出演者の他にも戦隊・ライダーの主題歌を担当したアーティストなどが大集合した。
  - 第5回大会 / 超英雄祭 仮面ライダー☓スーパー戦隊 LIVE & SHOW2016
  - 2016年1月20日と1月21日に開かれたイベント。会場は日本武道館に戻る。『仮面ライダーゴースト』と『手裏剣戦隊ニンニンジャー』の出演者の他にも戦隊・ライダーの主題歌を担当したアーティストなどが大集合した。
  - 第6回大会 / 仮面ライダー生誕45周年 × スーパー戦隊シリーズ40作品記念 45×40 感謝祭 Anniversary LIVE & SHOW
  - 2017年1月21日・1月22日に日本武道館で開かれたイベント。『仮面ライダーエグゼイド』と『動物戦隊ジュウオウジャー』の出演者の他にも戦隊・ライダーの主題歌を担当したアーティストなどが大集合した。またこの年は21日を「仮面ライダーDAY」、22日を「スーパー戦隊DAY」として振り分けており、日替わりでメインとするシリーズを変えていた。
  - 第7回大会 / 超英雄祭 仮面ライダー☓スーパー戦隊 LIVE & SHOW2018
  - 2018年1月24日に日本武道館で開かれたイベント。『仮面ライダービルド』と『宇宙戦隊キュウレンジャー』の出演者の他にも戦隊・ライダーの主題歌を担当したアーティストなどが大集合した。
  - 第8回大会 / 超英雄祭 仮面ライダー☓スーパー戦隊 LIVE & SHOW2019
  - 2019年1月23日に日本武道館で開かれたイベント。『仮面ライダージオウ』と『快盗戦隊ルパンレンジャーVS警察戦隊パトレンジャー』の出演者の他にも戦隊・ライダーの主題歌を担当したアーティストなどが大集合した。
  - 第9回大会 / 超英雄祭 仮面ライダー☓スーパー戦隊 LIVE & SHOW2020
  - 2020年1月22日に横浜アリーナで開かれたイベント。『仮面ライダーゼロワン』と『騎士竜戦隊リュウソウジャー』の出演者の他にも戦隊・ライダーの主題歌を担当したアーティストなどが大集合した。
  - 第11回大会 / 仮面ライダー生誕50周年 × スーパー戦隊シリーズ45作品記念 50×45 感謝祭 Anniversary LIVE & SHOW
  - 2022年2月25日・2月26日に日本武道館で開かれたイベント。『仮面ライダーリバイス』と『機界戦隊ゼンカイジャー』の出演者の他にも戦隊・ライダーの主題歌を担当したアーティストなどが大集合した。またこの年は25日を「DAY1 -SUPER SENTAI-」、26日を「DAY2 -KAMEN RIDER-」として振り分けており、日替わりでメインとするシリーズを変えていた[104]。
  - 第12回大会 / 超英雄祭KAMEN RIDER × SUPER SENTAI LIVE & SHOW 2023
  - 2023年2月9日に横浜アリーナで開かれたイベント。『仮面ライダーギーツ』と『暴太郎戦隊ドンブラザーズ』の出演者の他にも戦隊・ライダーの主題歌を担当したアーティストなどが大集合した[105]。
  - 第13回大会 / 超英雄祭KAMEN RIDER × SUPER SENTAI LIVE & SHOW 2024
  - 2024年2月7日に横浜アリーナで開かれたイベント。『仮面ライダーガッチャード』と『王様戦隊キングオージャー』の出演者の他にも戦隊・ライダーの主題歌を担当したアーティストなどが大集合した[106]。
- 舞台『仮面ライダー斬月』-鎧武外伝- - 2019年3月9日 - 3月24日に日本青年館ホール（東京）、2019年3月28日 - 3月31日に京都劇場（京都市）で公演。シリーズ初の演劇作品。
- 風都探偵 The STAGE - 2022年12月 - 2023年1月に東京・大阪で公演。

### 写真による雑誌掲載
- にせライダー作戦（『テレビランド』1980年8月号掲載）
- 仮面ライダーZX（1982年 - 1983年連載。全14回。『テレビマガジン』『テレビランド』『TVアニメマガジン』にてテレビ作品より前に連載）

### 小説
- 仮面ライダーBLACK MADソルジャー計画 - 西村光二
- 仮面ライダーZO 闇の少年 - 射口巌
- 仮面ライダーJ - 上原正三
- 仮面ライダーZXオリジナルストーリー - 平山亨
- 仮面ライダー 誕生1971/希望1972/流星1973 - 和智正喜
- 仮面ライダーEVE-MASKED RIDER GAIA- - 紺野直幸
- 仮面ライダーファイズ正伝 異形の花々 - 井上敏樹
- 555 - 桜庭一樹
- 小説・仮面ライダーブレイド“たそがれ”（仮面ライダー剣超全集より） - 會川昇
- 仮面ライダー響鬼 明日への指針（コンパス） - 稲元おさむ
- S.I.C. HERO SAGA - 早瀬マサト
- Nのはじまり/血と夢 - 田嶋秀樹
- KAMEN RIDER DRAGON KNIGHT 2WORLD 1HEARTS - 真野勝成
- 講談社キャラクター文庫（小説仮面ライダーシリーズ）
  - 小説 仮面ライダーカブト - 米村正二
  - 小説 仮面ライダーW 〜Zを継ぐ者〜 - 三条陸
  - 小説 仮面ライダーオーズ - 毛利亘宏
  - 小説 仮面ライダーファイズ - 井上敏樹
  - 小説 仮面ライダーアギト - 岡村直宏/ 井上敏樹（監修）
  - 小説 仮面ライダーブレイド - 宮下隼一
  - 小説 仮面ライダーキバ - 古怒田健志 / 井上敏樹（監修）
  - 小説 仮面ライダーディケイド 門矢士の世界 〜レンズの中の箱庭〜 - 鐘弘亜樹 / 井上敏樹（監修）
  - 小説 仮面ライダー響鬼 - きだつよし
  - 小説 仮面ライダークウガ - 荒川稔久
  - 小説 仮面ライダー電王 東京ワールドタワーの魔犬 - 白倉伸一郎
  - 小説 仮面ライダー龍騎 - 井上敏樹
  - 小説 仮面ライダーフォーゼ 〜天・高・卒・業〜 - 塚田英明
  - 小説 仮面ライダーウィザード - きだつよし
  - 小説 仮面ライダー鎧武/ガイム - 砂阿久雁、鋼屋ジン / 虚淵玄（監修）
  - 小説 仮面ライダードライブ 〜マッハサーガ〜 - 大森敬仁 / 長谷川圭一（監修）
  - 小説 仮面ライダーゴースト 〜未来への記憶〜 - 福田卓郎
  - 小説 仮面ライダーエグゼイド〜マイティノベルX〜 - 高橋悠也
  - 小説 仮面ライダー鎧武外伝 〜仮面ライダー斬月〜 - 毛利亘宏
  - 小説 仮面ライダー電王 デネブ勧進帳 - 白倉伸一郎
  - 小説 仮面ライダージオウ - 下山健人

### 原作者自身による漫画作品
テレビの企画との連動で描かれたものであり、原作と呼ばれることもあるが厳密には原作ではない。真の意味での原作はテレビ用の企画である。
- 仮面ライダー
- 仮面ライダーアマゾン - 仕上げは石川森彦の作業による。
- 仮面ライダー（絵コンテ漫画）
- キミは仮面ライダーをみたか？
- 仮面ライダーBlack

#### 他の作家による漫画作品
リンクは、個別記事のみ。「Category:仮面ライダーシリーズの漫画作品」も参照。
- あおきけい
  - 仮面ライダーSD マイティライダーズ
- 石川森彦
  - 仮面ライダー（『たのしい幼稚園』『別冊たのしい幼稚園』）
  - 仮面ライダーV3（『たのしい幼稚園』『別冊たのしい幼稚園』）
  - 仮面ライダーX（『たのしい幼稚園』）
  - 仮面ライダーアマゾン（『たのしい幼稚園』）
  - 仮面ライダーストロンガー（『テレビマガジン』）
  - 仮面ライダー（『冒険王』）
  - 仮面ライダースーパー1
  - 栄光の仮面ライダー（『冒険王』）
  - 仮面ライダーBLACK
  - 仮面ライダー（スカイライダー）
- かとうひろし
  - 仮面ライダーSD 疾風伝説
  - 仮面ライダーアギト
- 小林たつよし
  - 仮面ライダーBLACK（『てれびくん』版）
  - 仮面ライダーBLACK RX（『てれびくん』版）
- 島本和彦
  - 仮面ライダーBlack PART⊗ イミテーション・7
  - 仮面ライダーZO
- すがやみつる
  - 新・仮面ライダー
  - 仮面ライダーV3
  - 仮面ライダーX
  - 仮面ライダーアマゾン
  - 仮面ライダーストロンガー
  - スカイライダー
  - 仮面ライダースーパー1
- 土門トキオ
  - 仮面ライダーSD ばっ太くん
- 村枝賢一
  - 仮面ライダーSPIRITS
  - 新 仮面ライダーSPIRITS
- 上山道郎
  - 仮面ライダークウガ（てれコロ版）
- 坂井孝行
  - 仮面ライダーアギト（てれコロ版）
  - 仮面ライダーアギト Project G4
  - 仮面ライダー龍騎（『小学一年生』版）
  - 仮面ライダー555（『小学一年生』版）
  - 仮面ライダー剣（『てれびくん』『小学一年生』版）
  - 仮面ライダー響鬼（『てれびくん』版）
  - 仮面ライダー電王（『小学一年生』版）
  - 仮面ライダーバトルガンバライド ライダーバトルロード
- ときた洸一
  - ザ・グレイトバトルIII
    - 正確には、コンパチヒーローシリーズの漫画化作品。
- MEIMU
  - 仮面ライダー龍騎 13 RIDERS
- 栗橋伸祐
  - 劇場版仮面ライダーヒビキと7人の戦鬼
- 江川達也
  - 仮面ライダーTHE FIRST（『特撮エース』版）
- 藤異秀明
  - 仮面ライダー電王&キバ クライマックス刑事
- 藤沢真行
  - 仮面ライダーキバ（テレまんがヒーローズ版）
  - 仮面ライダーキバ 魔界城の王
  - さらば仮面ライダー電王 ファイナル・カウントダウン
  - 仮面ライダーディケイド（テレまんがヒーローズ版）
  - 超・仮面ライダー電王&ディケイド NEOジェネレーションズ 鬼ヶ島の戦艦
  - 劇場版 仮面ライダーディケイド オールライダー対大ショッカー
  - モモタロス爆笑劇場リターンズ!!
- 小西紀行
  - 駈斗戦士 仮面ライダーズ
- 犬木栄治
  - 仮面ライダーバトル列伝 ガンバライド雷太
- 出月こーじ
  - ガンバライドバトル ライドマスターズ
- のぶみ
  - ぼく、仮面ライダーになる!（絵本）
- 井上敏樹（脚本）、横島一（作画）
  - 仮面ライダークウガ（『月刊ヒーローズ』版）
- 井上敏樹（脚本）、かのえゆうし（作画）、村上幸平（協力）
  - 仮面ライダー913（『電撃マオウ』版）
- 山田胡瓜（漫画脚本）、藤村緋二（作画）
  - 真の安らぎはこの世になく -シン・仮面ライダー SHOCKER SIDE-

## 代表的な派生商品

### 家庭用ゲーム
特に表記していないものは全てバンダイナムコエンターテインメント（2006年4月から2015年3月まではバンダイナムコゲームス。また2006年3月までは旧バンダイレーベル、2008年3月までは旧バンプレストレーベル）の発売である。

#### LSI電子ゲーム
- テレビパワー 変身!仮面ライダーBLACK（変身ベルト同様、テレビ画面と連動）
- LSI GAME 仮面ライダーBLACK 必殺ライダーキック
- LSI GAMEポケットクラブP-1 仮面ライダーBLACK RX いくぞ!クライシス帝国
- LSI GAME ポケットクラブP-1ミニ 仮面ライダー倶楽部 戦えRX!
- P-1 ポケットクラブワイドスクリーン SD仮面ライダー 全開ライダーバトル
- LSI GAME ポケットクラブP-1ミニ 仮面ライダーSD 撃滅!グランショッカー
- 仮面ライダー倶楽部 ポケットゲーム4 バトルサイクロン
- 仮面ライダー倶楽部 ポケットゲーム バトルライダー
- 仮面ライダー倶楽部 ポケットゲーム ライダーボンバーキャッチ
- 仮面ライダー ポケットLCDゲーム（1998年 ユタカ）
- ビーマニポケット アニソンミックス2〜石ノ森章太郎編〜（2000年 コナミ）
- バイタルブレスキャラクターズ 仮面ライダーセット/50thエディション（2021年）
  - VBMカードセット 仮面ライダーVOL.01-03
- 仮面ライダーっち 50thアニバーサリーVer. ジェネシスグリーン/レガシーゴールド（2021年）

#### コンパチヒーローシリーズ
- コンパチヒーローシリーズ
  - 本シリーズからは1号やRXなどが登場。ライダー以外では『ガンダム』やウルトラシリーズも登場するほか、『マジンガーZ』や『ゲッターロボ』といったロボットアニメ、スーパー戦隊（ヒーロー&戦隊ロボ）やメタルヒーロー（宇宙刑事など）やその他の特撮ヒーローとも共演した。アクション系やスポーツ系、RPG系など、バラエティに富んだソフトが同シリーズより多数リリースされている。

##### ザ・グレイトバトル
- 初期作品
  - SDヒーロー総決戦 倒せ!悪の軍団（ファミリーコンピュータ、1990年7月7日発売）
  - グレイトバトルサイバー（ファミリーコンピュータ、1992年12月25日発売）
- 主要シリーズ
  - SDザ・グレイトバトル 新たなる挑戦（スーパーファミコン、1990年12月29日発売）
    - ザ・グレイトバトルII ラストファイターツイン（スーパーファミコン、1992年3月27日発売）
    - ザ・グレイトバトルIII（スーパーファミコン、1993年3月26日発売）
    - ザ・グレイトバトルIV（スーパーファミコン、1994年12月17日発売）
    - ザ・グレイトバトルV（スーパーファミコン、1995年12月22日発売）
    - ザ・グレイトバトルVI（PlayStation、1997年4月11日発売）
    - ザ・グレイトバトルPOCKET（ゲームボーイ、1999年12月3日発売）
    - グレイトバトル フルブラスト（PlayStation Portable、2012年3月1日発売）
- 外伝作品
  - 鉄球ファイト! ザ・グレイトバトル外伝（ゲームボーイ、1993年7月30日発売）
  - ザ・グレイトバトル外伝2 祭りだワッショイ（スーパーファミコン、1994年1月28日発売）
- 派生作品
  - バトルクラッシャー（ゲームボーイ、1995年1月27日発売）
  - バトルピンボール（スーパーファミコン、1995年2月24日発売）
  - スーパー鉄球ファイト!（スーパーファミコン、1995年9月15日発売）
  - がんばれ!ぼくらのコンパチヒーローズ（キッズコンピュータ・ピコ、1996年7月31日発売）

##### コンパチスポーツシリーズ
- バトルドッジボール
  - バトルドッジボール 闘球大激突!（スーパーファミコン、1991年7月20日発売）
    - バトルドッジボール（ゲームボーイ、1992年10月16日発売）
    - バトルドッジボールII（スーパーファミコン、1993年7月23日発売）
    - バトルドッジボール3（PlayStation Portable、2012年3月1日発売（追加特典のダウンロード版の購入期限は2013年2月7日-2014年2月11日）、ツインバトルBOX同梱版のみで単独の販売および配信の予定はない）
- バトルサッカー
  - バトルサッカー フィールドの覇者（スーパーファミコン、1992年12月11日発売）
    - バトルサッカー2（スーパーファミコン、1994年11月25日発売）
- 単発作品
  - SDバトル大相撲 平成ヒーロー場所（ファミリーコンピュータ、1990年4月20日発売）
  - バーサスヒーロー 格闘王への道（ゲームボーイ、1992年8月7日発売）
  - バトルベースボール（ファミリーコンピュータ、1993年2月19日発売）
  - バトルレーサーズ（スーパーファミコン、1995年3月17日発売）
  - チャリンコヒーロー（ニンテンドー ゲームキューブ、2003年7月17日発売）

##### RPG・シミュレーションRPG作品
- ヒーロー戦記 プロジェクト オリュンポス（スーパーファミコン、1992年11月20日発売、開発元:ウィンキーソフト）
- ガイアセイバー ヒーロー最大の作戦（スーパーファミコン、1994年1月28日発売）
- スーパーヒーロー作戦 ダイダルの野望 （プレイステーション、2000年11月22日発売）
- ロストヒーローズ（ニンテンドー3DS&PlayStation Portable、2012年9月6日発売、開発元:ランカース）
  - ロストヒーローズ2（ニンテンドー3DS、2015年2月5日発売、開発元:ランカース）
- スーパーヒーロージェネレーション（PlayStation 3&PlayStation Vita、2014年10月23日発売、開発元:トムクリエイト）

##### その他のゲーム作品
- 特撮冒険活劇 スーパーヒーロー烈伝（ドリームキャスト、2000年7月27日発売）
- HEROES' VS（ヒーローズバーサス） （PlayStation Portable、2013年2月7日発売、開発元:スパイク・チュンソフト）
- スーパーパチンコ大戦（スーパーファミコン、1995年4月28日発売）
  - スーパーパチンコ大戦（ゲームボーイ、1995年6月30日発売）

#### 関連ゲーム作品
- 仮面ライダーBLACK 対決シャドームーン（ファミリーコンピュータ ディスクシステム、1988年4月15日発売）
  - 最初の仮面ライダーゲーム作品。
- 仮面ライダー倶楽部
  - SD作品は、後述の仮面ライダーSDを参照。
  - 仮面ライダー倶楽部 激突ショッカーランド（ファミリーコンピュータ、1988年2月3日発売）
  - 仮面ライダー倶楽部 バトルレーサー（アーケードゲーム、1993年稼動、アルュメ/バンプレスト）
- 仮面ライダーSD ゲーム作品
  - 仮面ライダーSD 出撃!!ライダーマシン（スーパーファミコン、1993年7月9日発売、ユタカ）
  - 仮面ライダーSD 走れ!マイティライダーズ（ゲームボーイ、1993年8月20日発売、ユタカ）
  - 仮面ライダーSD グランショッカーの野望（ファミリーコンピュータ、1993年10月28日発売、エンジェル/メガハウス）
- 仮面ライダー ショッカー軍団（スーパーファミコン、1993年11月12日発売）アクションゲーム
- 仮面ライダーZO（メガCD、1994年5月13日発売、東映ビデオ）
- 仮面ライダー作戦ファイル
  - 仮面ライダー作戦ファイル 1（セガサターン、1997年11月13日発売、東映ビデオ／開発：access）
  - 仮面ライダー作戦ファイル 1RN（Macintosh、1998年4月23日発売、東映ビデオ）
  - 仮面ライダー作戦ファイル 2RN（Windows/Macintosh、1998年4月23日発売、東映ビデオ）
- 超合金セレクション（プレイディア、1995年10月20日発売、バンダイ）
  - データベース用ソフト。本シリーズでは1号から『BLACK』までの関連グッズを収録（一部の作品を除く）。また、『X』.『アマゾン』.『スカイライダー』のCMを収録。
- バトルフォーメーション（PlayStation、1997年発売）
- AZITOシリーズ
  - AZITO2（PlayStation、1998年10月15日発売、開発:アステックトゥーワン）
  - アジト3（PlayStation、2000年2月17日発売、開発:アステックトゥーワン）
- クイズキャラおけドン!東映特撮ヒーローPART1（PlayStation、1999年7月15日発売）
  - 東映制作の特撮作品をベースにしたクイズゲーム（スーパー戦隊シリーズと一部の作品を除く）。同シリーズでは初代 - 『RX』を収録。
- 実戦パチスロ必勝法!
  - 実戦パチスロ必勝法! シングル 〜仮面ライダー&ギャロップ〜（プレイステーション、1999年10月28日発売、マックスベット）
  - 実戦パチスロ必勝法! シングル 〜仮面ライダーV3〜（プレイステーション、1999年10月28日発売、マックスベット）
- スーパー特撮大戦2001（プレイステーション、2001年9月6日発売、開発:日本アートメディア）
- 仮面ライダー（PlayStation、1998年10月1日発売、開発:KAZe） 3D対戦格闘ゲーム
  - 仮面ライダーV3（PlayStation、2000年9月14日発売、開発:KAZe）
- 仮面ライダーアギト＆クウガ　ワイルドバトル (キッズコンピュータ・ピコ, 2001年4月1日発売)
- 仮面ライダークウガ（プレイステーション、2000年12月21日発売、開発:KAZe）
  - 同作品からしばらくの間、テレビシリーズの放送が終盤に差し掛かる11月末-12月上旬に、PlayStation用のゲームがリリースされるのが恒例となった。
- 仮面ライダー THE バイクレース （PlayStation、2001年10月25日発売）
  - SIMPLEシリーズの作品。発売はバンダイによる。
- 仮面ライダーアギト（PlayStation、2001年11月29日発売、開発:KAZe）
- キッズステーション仮面ライダーヒーローズ （PlayStation、2002年7月18日発売） キッズステーションコントローラセット版も発売
- 仮面ライダー龍騎 （PlayStation、2002年11月28日発売、開発:デジフロイド）
- 仮面ライダー 正義の系譜（PlayStation 2、2003年11月27日発売、開発:キャビア）
  - 3Dアクションアドベンチャー。操作可能の仮面ライダーは1号、2号、V3、BLACK、アギトで、声も各ライダーを演じた俳優がそれぞれ担当している。ゲストとして、ライダーマン、シャドームーン、ギルスが登場する。
- 仮面ライダー555 (キッズコンピュータ・ピコ, 2003年5月1日発売)
- 仮面ライダー555 （PlayStation 2、2003年12月18日発売、開発:デジフロイド）
- CR仮面ライダー パチってちょんまげ達人5 （PlayStation 2、2004年4月15日発売、ハックベリー）
- 仮面ライダー剣 （PlayStation 2、2004年12月9日発売、開発:デジフロイド）
- 仮面ライダー響鬼 （PlayStation 2、2005年12月1日発売、開発:デジフロイド） - 太鼓の達人とのコラボも実現。
- 仮面ライダーカブト（PlayStation 2、2006年11月30日発売、開発:デジフロイド）
- ぱちんこ仮面ライダー ショッカー全滅大作戦 パチってちょんまげ達人14（PlayStation 2、2008年2月21日発売、京楽産業ホールディングス）
- 仮面ライダーキバ ひらがな・すうじ・ちえバトル！！ (アドバンスピコ・ビーナ, 2008年7月7日発売)
- 仮面ライダー クライマックスヒーローズ（PlayStation 2、2009年8月6日発売、開発:エイティング）
  - 仮面ライダー クライマックスヒーローズW（Wii、2009年12月3日発売）
  - 仮面ライダー クライマックスヒーローズオーズ（Wii/PlayStation Portable、2010年12月2日発売）
  - 仮面ライダー クライマックスヒーローズフォーゼ（Wii/PlayStation Portable、2011年12月1日発売）
  - 仮面ライダー 超（スーパー）クライマックスヒーローズ（Wii/PlayStation Portable、2012年11月29日発売）
- KAMEN RIDER DRAGON KNIGHT（Wii/ニンテンドーDS、2009年12月発売、ディースリー・パブリッシャー）※日本未発売
- 仮面ライダーバトル ガンバライド カードバトル大戦（ニンテンドーDS、2010年7月29日発売、開発:ナツメ）
- オール仮面ライダー ライダージェネレーション（ニンテンドーDS、2011年8月4日発売、開発:セブンスコード）
  - オール仮面ライダー ライダージェネレーション2（PlayStation Portable/ニンテンドーDS、2012年8月2日発売）
  - オール仮面ライダー ライダーレボリューション（ニンテンドー3DS、2016年12月1日発売、開発:ウィッチクラフト）
- 仮面ライダー バトライド・ウォー（PlayStation 3、2013年5月23日発売、開発:エイティング）
  - 仮面ライダー バトライド・ウォーII（PlayStation 3、Wii U、2014年6月26日発売）
  - 仮面ライダー バトライド・ウォー創生（PlayStation 3、PlayStation 4、PlayStation Vita、2016年2月25日発売）
- 仮面ライダー トラベラーズ戦記（ニンテンドー3DS、2013年11月28日発売、開発:セブンスコード）
- 仮面ライダー サモンライド!（PlayStation 3、Wii U、2014年12月4日発売、開発：エイティング）フィギュア連動ゲーム
- 仮面ライダーゴースト ゲームでカイガン!!（ニンテンドー3DS 2015年12月2日配信 ダウンロード専用）
- 仮面ライダー クライマックスファイターズ（PlayStation 4、2017年12月7日発売、開発：エイティング）
  - 仮面ライダー クライマックススクランブル ジオウ（Nintendo Switch、2018年11月29日発売、開発：ランカース）
- KAMEN RIDER memory of heroez（PlayStation 4/Nintendo Switch、2020年10月29日発売、開発：ナツメアタリ）
- SD シン・仮面ライダー 乱舞（Nintendo Switch/Steam、2023年3月23日発売、開発：ナツメアタリ）

#### 携帯電話用アプリ
機種はフィーチャーフォン用。
- カブトゼクター
- 仮面ライダーvsショッカー軍団
- ファイズフォン
- 仮面ライダーキバ ダッシュ!マシンキバー
- 仮面ライダーキバ エクシードタイムバトル
- 仮面ライダーキバ ダークネスカードファイト
- 仮面ライダー電王 クライマックスジャンプ
- 仮面ライダー電王 電王キャッチャー
- 仮面ライダー電王 走れ電王!
- デンオウベルト
- 仮面ライダーRPG
- 仮面ライダーカードダスバトル
- 仮面ライダーバトルガンバライドモバイル

OSはiOS端末。
- 仮面ライダーガシャポン（2012年）

OSはAndroid端末。
- 仮面ライダーガシャポン（2013年）

- 脱出ゲーム×仮面ライダー

iOS端末向け、開発：コトブキソリューション
- 脱出ゲーム×仮面ライダーフォーゼ（2012年）iOS/Android端末向け、開発：コトブキソリューション
- 脱出ゲーム×仮面ライダーウィザード（2013年）iOS/Android端末向け、開発：コトブキソリューション
- 仮面ライダー麻雀バトル（麻雀 雷神 -Rising-2014年）iOS/Android端末向け、開発：エイチーム

#### ソーシャルゲーム
配信元は記述がない限りバンダイナムコエンターテインメント（旧バンダイナムコゲームス）。
- 仮面ライダーウォーズ（GREE、2011年8月）

⇒仮面ライダーウォーズEXBoost（GREE、2013年9月）
- 仮面ライダーレジェンド（Mobage2011年11月、mixiゲーム2012年6月、dゲーム2012年12月）
- 仮面ライダー ライダバウト!（iOS/Android 2012年11月 - 2016年9月29日）
- 仮面ライダー バトオンライン（Yahoo!ゲーム 2013年11月6日 - 2014年11月30日）
- 仮面ライダー ストームヒーローズ（Android 2015年6月24日 / iOS 2015年7月2日 - 2016年10月4日）開発：エイティング

⇒仮面ライダー トランセンドヒーローズ（2016年10月5日 - 2017年8月31日）
- 仮面ライダー メガトンスマッシュ（DMM.com 2015年8月21日 - 2016年6月30日）開発：エイティング
- 仮面ライダーあつめ（NTTドコモ・スゴ得コンテンツ Android 2016年1月）開発：コトブキソリューション/ヒットポイント
- 仮面ライダー シティウォーズ（iOS/Android 2017年10月25日 - 2021年3月29日）開発：元気
- ライドカメンズ（iOS/Android 2024年5月30日 - ）開発：リベル・エンタテインメント、配信：バンダイ

### トレーディングカード関連
以下、いずれも発売元はバンダイによる。「仮面ライダースナック」（仮面ライダーV3スナックなど）のみカルビー。
- 仮面ライダースナック
- レンジャーズストライク
  - 発売当初はスーパー戦隊シリーズのみの内容であったが、その後ユーザーからの要望により、本シリーズからも2007年6月に「ザ.マスクドライダーエクスパンション」として参戦している。本シリーズは『レンスト』では通称「ザマス」と呼ぶ。2009年以降は「クロスギャザー」シリーズとして戦隊、それに2008年より参戦したメタルヒーローとともに統合された。
- スーパーヒーロー戦線 スクランブルデュエル
- 仮面ライダーバトル ガンバライド
  - 平成仮面ライダー10周年プロジェクトの一環として2008年12月から2013年9月まで稼動。データカードダスの1つで、同じデータカードダスの『スーパー戦隊バトル ダイスオー』や『大怪獣バトル ULTRA MONSTERS』と同様の歴代仮面ライダーが激突する対戦ゲーム。『ディケイド』の「ライダーカード」は、実際、このゲームでも使用するものでもある。2010年にオーメダルと、2011年にはアストロスイッチと、2012年にはウィザードリングと連動している。
- 仮面ライダーバトル ガンバライジング
  - 2013年10月から2023年3月まで稼動。ガンバライドのデータカードダス後継機。ただし、前作のガンバライドカードによる互換性は非対応。前作同様、玩具と連動している。2023年1月下旬稼働開始の「ゲキレツグランプリ3弾」を以て終了。
- 仮面ライダーバトル ガンバレジェンズ
  - 2023年3月23日より稼働のガンバライジングのデータカードダス後継機。本作では前作のガンバライジングカードの互換性に対応。
- 仮面ライダーARカードダス
  - ARコードでiPhone/iPod touchと連動したゲームができるトレーディングカードゲーム。2015年3月31日を以てアプリ配信およびサービス終了。
- 仮面ライダー ブレイクジョーカー
  - 2013年8月23日より配信。スマホ×カードで遊ぶネットカードダス。2016年3月31日サービス終了
- くじガシャポン 仮面ライダー ブットバソウル
  - 2016年8月4日より稼働。2021年3月稼働終了。
- バトルスピリッツ
  - 2018年3月発売のコラボブースターより参戦。

### パチンコ・パチスロ
- パチンコ（発売元はKYORAKU）
  - CRぱちんこ仮面ライダー
  - CRぱちんこ仮面ライダー ショッカー全滅大作戦
  - CRぱちんこ仮面ライダーMAX Edition
  - CRぱちんこ 仮面ライダーV3
    - CRぱちんこ 仮面ライダーV3 Light Version
    - CRぱちんこ 仮面ライダーV3 GOLD Version

  - CRぱちんこ 仮面ライダーフルスロットル
2015年10月発売。2015年11月からの新内規適用直前にリリースしたため、事実上最後のMAX機（大当たり確率1/399.6）。新台の販売価格は1台52万円で、これは1台の新台の販売価格としては発売当時史上最高額。ただし、2015年12月までにホールが撤去すれば、KYORAKUが半値の26万円で買い取るシステムでもある[107]。
  - ぱちんこ 仮面ライダー轟音
  - スマートぱちんこ 仮面ライダー電王
- パチスロ
  - サミー(タイヨーエレック含む)
    - 仮面ライダーV3
    - 仮面ライダー
    - トリプルライダー
    - 仮面ライダーDX 走れ!スーパーバイク編
    - 仮面ライダーDX 回れ!変身ベルト編
    - パチスロ仮面ライダーUNLIMITED

  - KYORAKU
    - ぱちスロ仮面ライダーBLACK
    - Lぱちスロ仮面ライダー 7 RIDERS

### 玩具の企画 / その他
- 仮面ライダーSD
- 駈斗戦士 仮面ライダーズ
- 変身ベルト
- 復刻堂「仮面サイダー」（ダイドードリンコ）

### 雑誌掲載展開
講談社（2005年の『仮面ライダー響鬼』のみクレジット、なお、1987年の『仮面ライダーBLACK』の掲載はない）
- 『テレビマガジン』（1971年創刊号（12月号） - 1976年1月号、1979年10月号 - 1981年10月号、1982年7月号 - 1984年2月号、1989年2月号 - 10月号、2000年1月号 - 現在、2006年以降はノンクレジット）
- 『たのしい幼稚園』（1971年5月号 - 1976年1月号、1979年11月号 - 1981年10月号、1982年 - 1984年2月号、1988年11月号 - 1989年10月号、2000年2月号 - 現在）
- 『おともだち』（1972年創刊号 - 1976年1月号、1979年11月号 - 1981年10月号、1988年11月号 - 1989年10月号、2000年3月号 - 現在）

徳間書店
- 『テレビランド』（1973年 - 1976年1月号、1979年10月号 - 1981年10月号、1982年7月号 - 1984年2月号、1987年10月号 - 1989年10月号）

小学館（2005年の『仮面ライダー響鬼』のみクレジット）
- 『てれびくん』（1987年10月号 - 1989年10月号、2000年2月号 - 現在、2006年以降はノンクレジット）
- 小学館の学年別学習雑誌（1987年 - 1989年、2000年 - 現在）
  - 『幼稚園』
  - 『めばえ』
- 『週刊少年サンデー』（1987年 - 1988年の漫画版『仮面ライダーBlack』を連載）

秋田書店
- 『冒険王』（1971年 - 1981年10月号、1982年7月号 - 1983年4月号）
- 『TVアニメマガジン』（1983年5月号 - 8月号、1984年2月号）

### 書籍
講談社が仮面ライダー生誕15周年を迎えた1986年春にテレビマガジン特別編集として刊行した『仮面ライダー大全集』など、数多く発売されている。
デアゴスティーニ・ジャパンが2008年3月から2010年8月まで発売した『仮面ライダー OFFIDAL DATA FILE』では、『ディケイド』までの全てのシリーズ（『SD』を除く）のキャラクターやアイテム（バイクや武器など）、怪人、テレビシリーズ（劇場版、OV作品も含む）のエピソードなどが収録されている。当初は100号（『電王』まで）で完結の予定であったが、後に『キバ』『ディケイド』も含めたことにより125号+索引での完結となった。2014年9月、新たに「仮面ライダー OFFICIAL PERFECT FILE」（全190号+索引）を発売開始。『OFFICIAL DATA FILE』を一部流用しているが、『W』から『ドライブ』までの作品に関する情報や「OFFICIAL DATA FILE」完結後の出来事などの関連情報を追加している。
仮面ライダーが誕生するまでのスタッフの活躍と、初代ライダーから10代ライダーまでを取材したドキュメンタリー作品として『不滅のヒーロー 仮面ライダー伝説』（ソニーマガジンズ）が1999年に出版されている。

## 商品売上高
| 1999年: 25 (平成シリーズ未放映) 2000年: 118 (クウガ) 2001年: 94 (アギト) 2002年: 139 (龍騎) 2003年: 120 (ファイズ) 2004年: 79 (剣) 2005年: 65 (響鬼) 2006年: 71 (カブト) 2007年: 115 (電王) 2008年: 87 (キバ) 2009年: 175 (ディケイド/W) 2010年: 230 (W/オーズ) 2011年: 283 (オーズ/フォーゼ) 2012年: 271 (フォーゼ/ウィザード) 2013年: 223 (ウィザード/鎧武) 2014年: 206 (鎧武/ドライブ) 2015年: 157 (ドライブ/ゴースト) 2016年: 204 (ゴースト/エグゼイド) 2017年: 248 (エグゼイド/ビルド) 2018年: 273 (ビルド/ジオウ) 2019年: 285 (ジオウ/ゼロワン) 2020年: 243 (ゼロワン/セイバー) 2021年: 228 (セイバー/リバイス) 2022年: 230 (リバイス/ギーツ) 2023年: 234 (ギーツ/ガッチャード) |

『マーチャンダイジングライツレポート』1976年1月号によると、『仮面ライダー』開始 - 『仮面ライダーストロンガー』終了時点までのロイヤリティーは12億円強、商品売上は小売価格で推定500億円。また、同時点でのレコード売上は400万枚を記録した。
平成仮面ライダーシリーズ開始後のキャラクター商品売上の過去最高は上半期に『仮面ライダージオウ』、下半期からは『仮面ライダーゼロワン』が放映されていた2019年度の285億円であり、過去最低は『仮面ライダー響鬼』が放映されていた2005年度の65億円である。
2020年7月1日には、初のグッズ公式ショップ「仮面ライダーストア」が東京駅一番街に開設された。

## 番組フォーマット
- 番組のオープニング（OP）とエンディング（ED）は、『仮面ライダー』から『仮面ライダークウガ』まで継続的に採用されており、『仮面ライダーアギト』以降の作品では一部の例外[注釈 15]を除き、いずれの作品においてもOPのみとされ、スタッフクレジットもそちらに集約するというスタイルとなっている。その都合上、それら各作品においては一部の挿入歌をエンディングテーマ扱いとする場合が多い。主題歌や挿入歌のクレジットは、『仮面ライダードライブ』以降となる。
- 提供クレジットは、昭和シリーズまではブルーバック[注釈 16]、平成シリーズに入ってからは今週および次週放送分のハイライトシーン、もしくは専用に撮影された映像が作品によって使い分けられていたが、『仮面ライダーエグゼイド』以降は後者で統一されている。また昭和シリーズでは、番組終了時のエンドカードとしてアイキャッチイラストなどを流すこともあった。『仮面ライダーギーツ』以降、主人公による見逃し配信告知コーナーを次回予告後に挿入している。
- アイキャッチ映像（イラスト）は、『仮面ライダースーパー1』までの昭和シリーズ、および『仮面ライダーセイバー』にて採用。また『仮面ライダーBLACK』と『仮面ライダーBLACK RX』ではAパート終了時およびBパート開始時に、画面右下にタイトルロゴ[注釈 17]を表示するというスタイルが採られている。この他の例外としては、『仮面ライダーW』や『仮面ライダーフォーゼ』のように前後編エピソードの後編において、アイキャッチ的にBパート終了時にタイトルロゴを表示するケースもある。
- 昭和シリーズの初期作品『仮面ライダーV3』『仮面ライダーX』『仮面ライダーストロンガー』では、主演俳優によるオープニングのタイトルコールが行われていた。
- テレビ朝日プロデューサーの井上千尋によると、近年では敢えて最初から物語の着地点を設定せずに制作する事例が多いと語る。その理由として「結果として先人たちの思考実験を自然にトレースしている場合もあり、どうしても意図せず似てしまう部分は出て来る」として「現代ならではの解答を提示できる」ように、としている[113]。

## 仮面ライダーの共演
アメリカンコミックスのヒーロー『スパイダーマン』『バットマン』は映像化される度にリブートし、その都度の時代性を織り込みつつ常に同一のキャラクターを活躍させている。これに対し、仮面ライダーシリーズは作品ごとにヒーローのモデルチェンジを行い、結果としてキャラクターが累積していく傾向にある。これは、仮面ライダー1号・本郷猛役の藤岡弘の撮影中の事故が原因の負傷による長期休養という事態に際して俳優交代という手段を取らず、新たに仮面ライダー2号・一文字隼人を登場させたため、1つの作品世界に主役格のヒーローが複数いるという構図が意図せずして造られたことに起因する。
初代『仮面ライダー』から『仮面ライダーストロンガー』までの5作品は、それぞれ別の主役を起用しているものの支援者・立花藤兵衛が一貫して登場することによって結び付けられており、しばしば先輩ライダーが「日本国外で活動していた」という設定の下で加勢に現れる。特に『ストロンガー』の終盤に集結した7人の仮面ライダーは、その後の「昭和ライダー」の共闘の定式を形作っている。
1979年の『仮面ライダー』はシリーズのリブートを試みた作品であるが、視聴者からの評判は芳しくなかった事から原点回帰という初期のコンセプトは途中で放棄され、歴代ライダーの客演で番組の人気を集める手法に移行した。次作『仮面ライダースーパー1』では支援者・谷源次郎が引き続き登場しつつもライダーの客演は劇場版のみに留められたが、雑誌展開作品『仮面ライダーZX』では積極的に客演が行われ、最後は10人ライダーが集結することで締めくくられた。
1987年の『仮面ライダーBLACK』は「仮面ライダー0号」と位置づけられた、再度リブートを図った作品である。しかしその直接の続編『仮面ライダーBLACK RX』では、番組の放映終了後も仮面ライダーブランドを維持させようという商業的要請から終盤で歴代ライダーが登場し、11人ライダーが共演する児童向け漫画作品への橋渡しが行われた。なお、『仮面ライダー世界に駆ける』では、BLACKとその進化形態であるBLACK RX、ロボライダー、バイオライダーが共演するという演出があったが、ファンサービス的な要素が強く、ストーリーの根幹に関わるものではなかった。
2000年の『仮面ライダークウガ』から始まった「平成仮面ライダーシリーズ」は、作品ごとに独立した世界観を有する。『仮面ライダーアギト』は序盤で『クウガ』の続編であることをほのめかしつつも、実際には意図的に時系列が矛盾するように設定されており共演は成立せず、『仮面ライダー龍騎』のビデオ作品には仮面ライダーアギトが登場するものの、すべては主人公の見た夢であったというオチがつく。しかし、昭和のように先輩ライダーが駆けつけるような展開はありえない代わりに、平成シリーズでは一作品に複数の仮面ライダーが登場するのが定番となったため、ヒーローキャラクターの累積性は各作品内で確保されている。このことは、全てのデータがアーカイブ化され自在に呼び出されることを前提とした、21世紀におけるヒーロー像の反映である。
本格的に作品間をまたいだ平成仮面ライダー同士の共演は2008年の『劇場版 仮面ライダー電王&キバ クライマックス刑事』から始まる。しかし翌2009年の『仮面ライダーディケイド』では、そのようなイベント的演出ではなく、作品の根幹にライダーの共演が据えられている。『ディケイド』の主人公・士は、パラレルワールドとして設定されたそれまでの平成仮面ライダー9作品の世界を渡り歩いていく。そして9つの世界をめぐり終えた士は、さらに昭和仮面ライダーの世界にまで足を伸ばす。しかし劇中で描かれる過去番組の世界はシミュラークル（オリジナルではない模造品）であり、制作者である東映自身による二次創作である。しかも複雑なことに、シミュラークルである「キバの世界」の仮面ライダーとは別に前作『仮面ライダーキバ』の主人公『紅渡』や、『仮面ライダー剣』の主人公・『剣崎一真』がオリジナルキャストで登場しており、同じヒーローキャラクターの原典と二次創作が1つの番組内で混在している。ここでは、シリーズの歴史はもはや「始まりと終わりがある物語」ではなく「いつでもどこでもアクセス可能なデータベース」として解釈されている。
『ディケイド』で一区切りのついた平成仮面ライダーシリーズは、その第2期の開始として位置づけられた『仮面ライダーW』以降も作品ごとに別個の世界を展開しつつ、必要に応じて他作品の人物や事物を随時データベース的に呼び出して共演させる手法を取り入れている。たとえば『W』終盤の第47話には、次作『仮面ライダーオーズ/OOO』のキーアイテム「オーメダル」が一瞬映し出される場面があるが、これは新番組の事前告知宣伝を兼ねたサービスカットとして導入されたものであり、それ以上の意味はない。以降の作品でもこの演出を踏襲して『仮面ライダー鎧武』を除き最終回に次作の人物をカメオ出演させている。また、テレビシリーズでは互いに接点のない各作品の仮面ライダーたちも、劇場版ではあたかも地続きの場所で暮らしていたかのように出会い共演する流れになっていることが多い。監督の坂本浩一は『仮面ライダーW』以降のライダーシリーズは基本的に世界観共通と考えている。

## シリーズ外の作品との関連

### スーパー戦隊シリーズ
テレビシリーズにおいてはスーパーヒーロータイム枠の成立当初より、タイトルバックと末尾のミニコーナー「スーパーヒーロータイム・エンディング」内で共演が行われていたが、番組内での共演は『仮面ライダーディケイド』が初となる。同作品では同時期に放送されていた『侍戦隊シンケンジャー』と連動したストーリーが展開され、作品・シリーズの枠を跨いでの主人公同士の競演も見られた。また2014年と2015年には「春休み合体スペシャル」と銘打たれた、各シリーズの現行作品同士による1時間枠での特番が放送され、さらに2016年以降は前出の『ディケイド』と同様、各シリーズの通常の放送スケジュールの中に共演エピソードを組み込むという形式へと移行しつつ、断続的ながらもコラボレーションを継続している。
映画作品における本格的な共演が見られるのは、平成に入ってから制作された『スーパーヒーロー大戦』シリーズである。同シリーズでは前出のスーパー戦隊シリーズの他、メタルヒーローシリーズとのコラボレーションも実現している。またこれに先んじて、昭和期に劇場公開された『ジャッカー電撃隊VSゴレンジャー』の作中においても、V3とアマゾンが海外で悪と戦っていると言及される一幕が盛り込まれている。

### その他
『ウルトラマンVS仮面ライダー』で仮面ライダー1号とウルトラマンが共演。これがシリーズ外の作品のヒーローと実際に共演した最初の例であり、また、他社のヒーローと公式に共演した唯一の例である。
『オーズ・電王・オールライダー レッツゴー仮面ライダー』では、本シリーズと同様に東映制作・石ノ森原作作品のヒーローであるキカイダー、キカイダー01、イナズマン、快傑ズバットと共演している。
『劇場版 仮面ライダーオーズ WONDERFUL 将軍と21のコアメダル』では、オーズと『暴れん坊将軍』の徳川吉宗が共演した。こちらも東映制作の時代劇作品である。
漫画版『仮面ライダーBlack』には、石ノ森章太郎が作画を手掛けた青年漫画『HOTEL』の舞台であるホテル・プラトンが登場する場面がある。
スポーツのイベントとも連動しており、2014年7月には日本プロサッカーリーグ（Jリーグ）との協力により、映画『劇場版 仮面ライダー鎧武 サッカー大決戦!黄金の果実争奪杯!』に現役Jリーガーが出演、同時上映作品である『烈車戦隊トッキュウジャー THE MOVIE ギャラクシーラインSOS』も含めた合同キャンペーンも行われた。これについてはテレビ朝日系列のJリーグ公認番組『やべっちFC〜日本サッカー応援宣言〜』でも、メイキング公開とともに告知されている。
また2015年には、日本野球機構・パシフィック・リーグと協力したコラボレーション「パ・リーグ親子ヒーロープロジェクト」キャンペーンのキャラクターに起用され、仮面ライダードライブが参加6球団のそれぞれの本拠地に、また歴代ライダーも各球場1名ずつ登場してのアトラクションが行われた。

## 仮面ライダーの数え方
仮面ライダーは、「 - 号ライダー」「 - 人目の仮面ライダー」といった数え方されることがある。これは、第1作の『仮面ライダー』で1号と2号が登場し、『V3』も企画段階の仮称では「3号」であった流れを継承している。『V3』のサブレギュラーであるライダーマンは「4号」とされるが、『ストロンガー』に登場する電波人間タックルはこのカウントには含まれていない。『ZX』が当初「10号ライダー」として発表され、公募によって正式名称を決定したこともあり、ここまでは明確である。
事態が複雑になったのは『BLACK』と『BLACK RX』からで、両作品ではヒーローキャラクターのモデルチェンジが行われているものの、主人公は同一人物であり、能力強化に伴って姿が変わったと設定されている。よって両者をまとめて11人目とする解釈があり、児童誌では「11（イレブン）ライダー」をユニットとして活躍させる漫画が展開した。同様の解釈に基づき、『真』を経た『ZO』を13号とした資料もあるほか、『J』の予告編ではJを「14人目の改造戦士」と紹介している。
平成仮面ライダーシリーズが開始すると、1人のキャラクターが複数の姿に変化する「フォームチェンジ」や、1作品での複数の仮面ライダーの登場が一般化したほか、作品によっては1人の人間が複数の仮面ライダーに変身したり、逆に複数の人間が同じ仮面ライダーに変身したりするケースもあるため、カウントが困難になった。そこで『ネット版 仮面ライダーディケイド オールライダー超スピンオフ』で設定の整理が行われ、ディケイドが通算で「仮面ライダー25号」または「平成ライダー10号」であるとされた。これはZXまでのカウントを継承した上で、BLACKを11号、BLACK RXを12号、真・ZO・Jを13 - 15号とし、クウガ以降は番組タイトルの主役ライダーを1体のみ、フォームチェンジを含めず数えたものである。
なお、上記のようなシリーズ全体を通しての数え方とは別に、1作品の中で主役に次ぐ地位にある仮面ライダーのことを一般的に「2号ライダー」と呼ぶ。これは主人公と表裏にあるライバルキャラクターに対しての呼称であるため、劇中に登場する順番や、設定上誕生した順番とは必ずしも一致しない。

## 女性仮面ライダー
仮面ライダーシリーズに初めて登場した変身する女性戦士は、『仮面ライダーストロンガー』の電波人間タックルである。これは「私たちも仮面ライダーごっこがしたい」という女の子たちの声を耳にした平山亨プロデューサーの発案によるものであるが、彼女が仮面ライダーとしてカウントされることはなかった。企画段階でも「女仮面ライダー」とするかギリギリまで検討が続けられたが、最終的に見送られることになった。当初デザイン画にあった「仮面ライダータックル」という書き込みも、後になって「仮面ライダー」の部分だけが消されている。
正式な初の女性仮面ライダーとされるのは『劇場版 仮面ライダー龍騎 EPISODE FINAL』に登場する仮面ライダーファムである。以降、平成ライダーシリーズにおいては、仮面ライダーに変身する女性が度々登場する。しかし、それ以降はゲストとして扱われ、作品の主役あるいは準主役（2号ライダー）になった例はない。
『仮面ライダー555』『仮面ライダーキバ』は女性がライダーへの変身を試みる場面が目立って多い作品であるが、その挑戦は失敗するか、あるいは成功しても一時的なものに終わる。むしろ変身しようとして果たせない無力さを引き受け、乗り越えていくという形で彼女たちの成長を描いている。女性ライダーにはこのような「『変身願望』は乗り越えるべきもの」というパターンが多く、前述のファムも復讐心から仮面ライダーとなった結果、戦いから抜け出せず悲劇的な結末を迎える。『仮面ライダー×仮面ライダー W&ディケイド MOVIE大戦2010』の仮面ライダーキバーラ、『仮面ライダー×仮面ライダー フォーゼ&オーズ MOVIE大戦MEGA MAX』の仮面ライダーなでしこのようにポジティブな動機から変身する女性ライダーもいるが、そうした場合は男性主人公の相手役を務める劇場版ヒロインとしての色彩が濃い。しかし、キバーラは別としても、なでしこは最後に肉体を失って主人公と離別しており、女性戦士が総じて不遇な扱いであることには変わりなかった。
平成仮面ライダーが14作を過ぎると、『仮面ライダーウィザード』の仮面ライダーメイジや『仮面ライダー鎧武/ガイム』の仮面ライダーマリカのように、テレビシリーズに継続的に女性ライダーが登場するようになった。『仮面ライダーエグゼイド』の仮面ライダーポッピーはヒロイン専用の変身アイテムを使う初の女性ライダーとして登場した。
令和仮面ライダー1作目の『仮面ライダーゼロワン』で、番組開始時から登場する主要ライダーとしては初の女性ライダーである仮面ライダーバルキリーが登場した。
映画『仮面ライダー THE WINTER MOVIE ガッチャード&ギーツ 最強ケミー★ガッチャ大作戦』で、シリーズ史上初の女性2号ライダーとなる仮面ライダーマジェードが登場した。

## テレビ作品放映ネット局
放送時間は2025年8月現在。字幕放送・連動データ放送はANNフルネット局のみ実施。以前は朝日放送テレビでも、認定放送持株会社移行に伴う商号変更並びに分社化前の朝日放送時代にデータ放送を実施していなかった。
| 放送対象地域   | 放送局           | 系列                          | 放送時間           | ネット状況 | 備考                                |
| -------------- | ---------------- | ----------------------------- | ------------------ | ---------- | ----------------------------------- |
| 関東広域圏     | テレビ朝日       | テレビ朝日系列                | 日曜 9:00 - 9:30   | 制作局     | 制作局                              |
| 北海道         | 北海道テレビ     | テレビ朝日系列                | 日曜 9:00 - 9:30   | 同時ネット |                                     |
| 青森県         | 青森朝日放送     | テレビ朝日系列                | 日曜 9:00 - 9:30   | 同時ネット |                                     |
| 岩手県         | 岩手朝日テレビ   | テレビ朝日系列                | 日曜 9:00 - 9:30   | 同時ネット |                                     |
| 宮城県         | 東日本放送       | テレビ朝日系列                | 日曜 9:00 - 9:30   | 同時ネット |                                     |
| 秋田県         | 秋田朝日放送     | テレビ朝日系列                | 日曜 9:00 - 9:30   | 同時ネット |                                     |
| 山形県         | 山形テレビ       | テレビ朝日系列                | 日曜 9:00 - 9:30   | 同時ネット | [ 注釈 21 ]                         |
| 福島県         | 福島放送         | テレビ朝日系列                | 日曜 9:00 - 9:30   | 同時ネット | [ 139 ]                             |
| 新潟県         | 新潟テレビ21     | テレビ朝日系列                | 日曜 9:00 - 9:30   | 同時ネット |                                     |
| 長野県         | 長野朝日放送     | テレビ朝日系列                | 日曜 9:00 - 9:30   | 同時ネット |                                     |
| 静岡県         | 静岡朝日テレビ   | テレビ朝日系列                | 日曜 9:00 - 9:30   | 同時ネット | [ 注釈 22 ]                         |
| 石川県         | 北陸朝日放送     | テレビ朝日系列                | 日曜 9:00 - 9:30   | 同時ネット |                                     |
| 中京広域圏     | 名古屋テレビ     | テレビ朝日系列                | 日曜 9:00 - 9:30   | 同時ネット |                                     |
| 近畿広域圏     | 朝日放送テレビ   | テレビ朝日系列                | 日曜 9:00 - 9:30   | 同時ネット | [ 注釈 23 ] [ 注釈 24 ] [ 注釈 25 ] |
| 広島県         | 広島ホームテレビ | テレビ朝日系列                | 日曜 9:00 - 9:30   | 同時ネット | [ 注釈 26 ]                         |
| 山口県         | 山口朝日放送     | テレビ朝日系列                | 日曜 9:00 - 9:30   | 同時ネット |                                     |
| 香川県・岡山県 | 瀬戸内海放送     | テレビ朝日系列                | 日曜 9:00 - 9:30   | 同時ネット |                                     |
| 愛媛県         | 愛媛朝日テレビ   | テレビ朝日系列                | 日曜 9:00 - 9:30   | 同時ネット |                                     |
| 福岡県         | 九州朝日放送     | テレビ朝日系列                | 日曜 9:00 - 9:30   | 同時ネット | [ 注釈 27 ]                         |
| 長崎県         | 長崎文化放送     | テレビ朝日系列                | 日曜 9:00 - 9:30   | 同時ネット |                                     |
| 熊本県         | 熊本朝日放送     | テレビ朝日系列                | 日曜 9:00 - 9:30   | 同時ネット |                                     |
| 大分県         | 大分朝日放送     | テレビ朝日系列                | 日曜 9:00 - 9:30   | 同時ネット |                                     |
| 鹿児島県       | 鹿児島放送       | テレビ朝日系列                | 日曜 9:00 - 9:30   | 同時ネット |                                     |
| 沖縄県         | 琉球朝日放送     | テレビ朝日系列                | 日曜 9:00 - 9:30   | 同時ネット |                                     |
| 山梨県         | テレビ山梨       | TBS系列                       | 土曜 5:00 - 5:30   | 遅れネット | [ 注釈 28 ]                         |
| 福井県         | 福井放送         | 日本テレビ系列 テレビ朝日系列 | 木曜 10:50 - 11:20 | 遅れネット | [ 注釈 29 ]                         |
| 島根県・鳥取県 | 山陰放送         | TBS系列                       | 土曜 6:00 - 6:30   | 遅れネット | [ 注釈 30 ]                         |
| 徳島県         | 四国放送         | 日本テレビ系列                | 火曜 10:55 - 11:25 | 遅れネット |                                     |
| 宮崎県         | 宮崎放送         | TBS系列                       | 日曜 5:45 - 6:15   | 遅れネット | [ 注釈 31 ] [ 注釈 32 ] [ 注釈 33 ] |

特番などによる放送休止
2022年現在、原則として以下の番組が放送される際は本シリーズの放送も休止となる。
- 全日本大学駅伝（11月第1日曜日、テレビ朝日・メ〜テレ共同制作）
- 年末もしくは年始

2019年までは 全米オープンゴルフ（6月第3週）放送時も休止となる場合があった。日曜9時枠に移動後は、朝日放送テレビ制作の高校野球中継の全国ネット部分である開会式中継が日曜と重なる場合は全ネット局で休止となる（雨天中止の場合も関連特番が編成されるため休止）。これら以外にもオリンピックや世界水泳などといったスポーツ中継やバラエティ特番、それに緊急時の報道特別番組で休止となる場合もある。テレビ朝日系列での放送が休止の場合、同系列以外のネット局では過去の再放送、もしくは別番組に差し替える。

### 過去の作品でのネット局
『アマゾン』まで
系列は放送当時のもの。
| 放送対象地域           | 放送局           | 系列                                        | 備考 |
| ---------------------- | ---------------- | ------------------------------------------- | --- |
| 近畿広域圏             | 毎日放送         | NETテレビ系列                               | 制作・幹事局 |
| 関東広域圏             | NETテレビ        | NETテレビ系列                               | 現：テレビ朝日 |
| 北海道                 | 北海道テレビ     | NETテレビ系列                               | |
| 青森県                 | 青森放送         | 日本テレビ系列                              | |
| 秋田県                 | 秋田放送         | 日本テレビ系列                              | |
| 山形県                 | 山形放送         | 日本テレビ系列                              | |
| 岩手県                 | 岩手放送         | TBS系列                                     | 現：IBC岩手放送 『アマゾン』は未ネット                                                                                   |
| 宮城県                 | 東北放送         | TBS系列                                     | 『アマゾン』まで、日曜 9:00 - 9:30に放送。                                                                               |
| 福島県                 | 福島テレビ       | TBS系列 フジテレビ系列                      | 『仮面ライダー』は数度の時間帯移動があったが、『ライダー』第92話から『アマゾン』までは、木曜 19:00 - 19:30に放送された。 |
| 新潟県                 | 新潟放送         | TBS系列                                     | アマゾンは14話を15話の予告入りで放送して打ち切り                                                                         |
| 山梨県                 | 山梨放送         | 日本テレビ系列                              | |
| 長野県                 | 長野放送         | フジテレビ系列                              | 『アマゾン』は未ネット                                                                                                   |
| 静岡県                 | テレビ静岡       | フジテレビ系列                              | 『アマゾン』は未ネット                                                                                                   |
| 中京広域圏             | 名古屋テレビ     | NETテレビ系列                               | 1973年3月までは日本テレビ系列とのクロスネット局                                                                          |
| 富山県                 | 北日本放送       | 日本テレビ系列                              | |
| 石川県                 | 石川テレビ       | フジテレビ系列                              | |
| 福井県                 | 福井テレビ       | フジテレビ系列                              | |
| 鳥取県 →鳥取県・島根県 | 日本海テレビ     | 日本テレビ系列                              | 1972年9月の相互乗り入れ後も2局でネット継続                                                                               |
| 鳥取県 →鳥取県・島根県 | 山陰放送         | TBS系列                                     | 1972年9月の相互乗り入れ後も2局でネット継続                                                                               |
| 岡山県                 | 岡山放送         | フジテレビ系列 NETテレビ系列                | ネットチェンジのため『X』の途中で放送打切り 当時の放送免許エリアは岡山県のみ                                             |
| 広島県                 | 広島ホームテレビ | NETテレビ系列                               | |
| 山口県                 | 山口放送         | 日本テレビ系列                              | |
| 香川県                 | 瀬戸内海放送     | NETテレビ系列                               | 当時の放送免許エリアは香川県のみ                                                                                         |
| 徳島県                 | 四国放送         | 日本テレビ系列                              | |
| 愛媛県                 | 愛媛放送         | フジテレビ系列                              | 現：テレビ愛媛 |
| 高知県                 | 高知放送         | 日本テレビ系列                              | |
| 福岡県                 | 九州朝日放送     | NETテレビ系列                               | |
| 長崎県                 | 長崎放送         | TBS系列                                     | 『アマゾン』は未ネット                                                                                                   |
| 熊本県                 | 熊本放送         | TBS系列                                     | 『アマゾン』は8話で打ち切り。全て月曜18:00-18:30で放送された。                                                           |
| 大分県                 | テレビ大分       | フジテレビ系列 日本テレビ系列 NETテレビ系列 | |
| 宮崎県                 | 宮崎放送         | TBS系列                                     | 『アマゾン』は途中打ち切り                                                                                               |
| 鹿児島県               | 南日本放送       | TBS系列                                     | 『アマゾン』は未ネット                                                                                                   |
| 沖縄県                 | 沖縄テレビ       | フジテレビ系列                              | |

ネットチェンジ後（『BLACK RX』まで）
◎が付いているものは、ネットチェンジ後に変更となった局。系列は放送当時のもの。
| 放送対象地域           | 放送局         | 系列                          | 備考 |
| ---------------------- | -------------- | ----------------------------- | --- |
| 近畿広域圏             | 毎日放送       | TBS系列                       | 制作局 |
| 関東広域圏             | 東京放送       | TBS系列                       | ◎現：TBSテレビ |
| 北海道                 | 北海道放送     | TBS系列                       | ◎ |
| 青森県                 | 青森テレビ     | TBS系列                       | ◎ |
| 岩手県                 | 岩手放送       | TBS系列                       | 現：IBC岩手放送 『スカイ』と『スーパー1』は時差ネット |
| 宮城県                 | 東北放送       | TBS系列                       | |
| 秋田県                 | 秋田放送       | 日本テレビ系列                | |
| 山形県                 | 山形放送       | 日本テレビ系列 テレビ朝日系列 | 1980年3月までは日本テレビ系単独加盟局 |
| 福島県                 | 福島テレビ     | TBS系列 フジテレビ系列        | 『スーパー1』まで 『ストロンガー』は、木曜 19:00 - 19:30に放送されていたが、第27話で終了。第28話以降は1976年7月よりの再放送時に初放送された。 『スカイ』から『スーパー1』第23話までは同時ネットであったが、第24話以降は時差ネットで放送。 |
| 福島県                 | テレビユー福島 | TBS系列                       | 『10号誕生!仮面ライダー全員集合!!』および『BLACK』『RX』（全て同時ネット） |
| 新潟県                 | 新潟放送       | TBS系列                       | |
| 山梨県                 | テレビ山梨     | TBS系列                       | ◎ |
| 長野県                 | 信越放送       | TBS系列                       | ◎『スカイ』は52話までは時差ネット 『スーパー1』は24話以降時差ネット。 |
| 静岡県                 | 静岡放送       | TBS系列                       | ◎ |
| 中京広域圏             | 中部日本放送   | TBS系列                       | ◎現：CBCテレビ |
| 富山県                 | 北日本放送     | 日本テレビ系列                | |
| 石川県                 | 北陸放送       | TBS系列                       | ◎ |
| 福井県                 | 福井テレビ     | フジテレビ系列                | |
| 島根県・鳥取県         | 山陰放送       | TBS系列                       | |
| 広島県                 | 中国放送       | TBS系列                       | ◎ |
| 山口県                 | テレビ山口     | TBS系列                       | ◎1987年9月まではフジテレビ系列とのクロスネット局 |
| 岡山県 →岡山県・香川県 | 山陽放送       | TBS系列                       | ◎現：RSK山陽放送 『スーパー1』までの放送免許エリアは岡山県のみ 『BLACK』『RX』放送時の免許エリアは岡山県・香川県 |
| 香川県                 | 西日本放送     | 日本テレビ系列                | ◎『スーパー1』まで 当時の放送エリアは香川県のみ |
| 徳島県                 | 四国放送       | 日本テレビ系列                | |
| 愛媛県                 | 南海放送       | 日本テレビ系列                | ◎『ストロンガー』から『RX』まで |
| 高知県                 | テレビ高知     | TBS系列                       | ◎ |
| 福岡県                 | RKB毎日放送    | TBS系列                       | ◎ |
| 長崎県                 | 長崎放送       | TBS系列                       | 時差ネット |
| 熊本県                 | 熊本放送       | TBS系列                       | 「スカイ」は1979年10月25日から1980年11月6日まで、「スーパー1」は1980年11月13日から1981年10月15日まで木曜 17:30 - 18:00に放送。前 |
| 大分県                 | 大分放送       | TBS系列                       | ◎ |
| 宮崎県                 | 宮崎放送       | TBS系列                       | |
| 鹿児島県               | 南日本放送     | TBS系列                       | 『スカイ』は未ネット |
| 沖縄県                 | 琉球放送       | TBS系列                       | ◎ |

『クウガ』以降のシリーズ
- チューリップテレビ（富山県、TBS系列） - 『龍騎』のみネット
- テレビ高知（高知県、TBS系列） - 『クウガ』から『剣』、ならびに『ギーツ』をネット

### 再放送など
テレビ放送に関しては基本的に省略した。CS放送では東映チャンネルやテレ朝チャンネル1やファミリー劇場で度々放送されている。

#### 映像配信サイト
本シリーズで配信している作品は省略。
- 東映特撮YouTube Official
  - 昭和作品と平成作品は、期間限定で順次無料配信されている[151][注釈 45]。
- 東映特撮ファンクラブ
  - 有料向けの会員制スマートフォンアプリで、パソコンからも視聴できる。サービス開始当初は『フォーゼ』のみ未配信で、後に本シリーズ全作品の視聴が可能となった。またサービス開始当初より現行作品の見逃し配信も実施しており、「スーパーヒーロータイム」地上波本放送終了直後の10時からの実施となる[注釈 46]。
- TELASA
  - 『ギーツ』より現行作品の見逃し配信を開始。地上波本放送終了直後の9時30分からの実施となる。
- Amazon Prime Video
  - マイ★ヒーロー(同上)
    - 20世紀に放送した東映特撮ドラマや東映アニメ作品を配信している、Amazonプライム・ビデオのサービスの一つ。本シリーズからは昭和仮面ライダー作品が配信されている。
- TVer
- ABEMA
  - 『ギーツ』より現行作品の見逃し配信を実施。地上波本放送終了直後の9時30分からの実施となる。

その他に仮面ライダーシリーズを視聴できる配信サイト。
- 東映特撮ニコニコおふぃしゃる
- GYAO!
- Hulu
- dTV
- ふらっと動画
- バンダイチャンネル
- ビデオパス

## DVD、CDソフト

### 映像ソフト化
- VHS
  - 『響鬼』までの全作品（劇場版全作品とOV作品『真』も含む）が発売された。テレビシリーズはいずれも全話を収録しているが、『X』までは発売開始当初は傑作選の予定であったため、収録順は放送順と一致していない。また、『仮面ライダーBLACK RX』までの予告編は、各巻の巻末に次巻収録のエピソードのものをまとめて収録していたため、第1巻収録のエピソードの予告編は未収録。それらとは別に、『仮面ライダースーパー1』までの予告編を収録した『仮面ライダー怪人グラフィティ』全3巻も発売された。
- DVD
  - 現在までにテレビシリーズの全作品（劇場版、Vシネマ、Vシネクストの全作品、一部のアニメ作品含む）が発売されている（レンタルDVDも同様）[注釈 47]。また、『クウガ』以降のテレビシリーズは放送中にリリースが開始され、初回生産分のみの特典としてトレーディングカードが封入されている。これら各テレビシリーズ・劇場版他のソフトの他、2008年7月21日に「石ノ森章太郎 生誕70周年 DVD-BOX」、2012年には「生誕75周年記念 石ノ森章太郎 大全集」を発売し、テレビシリーズ全作品の第1話が収録されている。その他、「仮面ライダー トリプルライダー 1stエピソードコレクション」（全3巻）および「仮面ライダー FINALエピソードコレクション」「平成仮面ライダー 1stエピソードコレクション」というPPV（ペイ・パー・ビュー）機能のDVDが発売された。テレビシリーズの視聴はの1話から3話分が通常で、PPV作品によっては有料での視聴となる。
  - 2019年6月11日から2023年2月14日まで発売された「仮面ライダーDVDコレクション」全98号に昭和ライダー全作品（『仮面ライダー世界に駆ける』を除く）を収録。そして、2021年6月15日に創刊の「仮面ライダーDVDコレクション 平成編」全97号（予定）では、平成ライダーの『仮面ライダークウガ』から『仮面ライダーディケイド』までの全作品を収録予定。
- Blu-ray Disc
  - 『仮面ライダーオーズ/OOO』以降はBlu-ray Disc（『仮面ライダードライブ』以降はBlu-ray BOX）でも発売されている。また2013年に『仮面ライダーW』がBlu-ray化されたのを皮切りに、『オーズ』以前のテレビシリーズのBlu-ray化も順次進められている。劇場版シリーズは『仮面ライダー電王』を皮切りに2009年より発売された。
- 発売元は『真』『ZO』『J』のみバンダイナムコフィルムワークス(バンダイビジュアルレーベル)、それ以外は全て東映ビデオである[注釈 48]。

### その他の映像ソフト
- テレビシリーズ（およびテレビスペシャル）と劇場版（およびVシネマ、Vシネクスト）以外では、ライブやトークショーといったイベント関連のDVDも発売されている。また、一部のイベント関連映像は、東映特撮ファンクラブ（TTFC）などの有料配信や東映チャンネルなどで放送している。番組終了後に行われるヒーローショーとトークライブの2部構成、通称「ファイナルステージ&番組キャストトークショー」では、中野サンプラザでの模様を収録したDVDは『555』(同作品のみバトルトークショー名義で発売)と『電王』以降（『龍騎』と『ブレイド』から『カブト』までのDVDは未発売）となる。『ジオウ』では、DVDに加えてBlu-rayも発売し、『ゼロワン』以降はBlu-rayの発売と、ヒーローショーのみ収録した「ファイナルステージ」のレンタルDVDをリリースする方式に切り替わった。なお、東京会場（およびスペシャルデー）の中野サンプラザ[注釈 49]については、同施設の老朽化および建替えのため、公演としては『リバイス』が最後となる。これに関連してTTFCでは、一部の例外を含め、中野サンプラザで開催された過去の「ファイナルライブステージ&番組キャストトークショー」の『電王』から『ジオウ』までの平成ライダー作品を、有料配信から順次見放題に切り替わり配信した。関連では「MASKED RIDER LIVE2000」「2004」「MASKED RIDER LIVE&SHOW 〜十年祭〜」といったCDがDVDと同時期に発売（「MASKED RIDER LIVE 2000」はコロムビア、「MASKED RIDER LIVE 2004」、「MASKED RIDER LIVE&SHOW 〜十年祭〜（ミュージカルソング）」､「超英雄祭」と「感謝祭」（両イベントの仮面ライダーのライブパートのみ）はエイベックス）した他、『キバ』の夏季はZeppTokyo、クリスマス公演と「十年祭」は東京国際フォーラム、『電王』は放映終了後も首都圏の会場の模様を収録したDVDが発売され、『電王』（夏）『W』（冬）、ファイナルステージの『ディケイド』と『オーズ/OOO』では渋谷C.C Lemonホール(現 渋谷公会堂)、ゴールデンウィークでは『オーズ』以降はグランドプリンスホテル新高輪の大宴会場 飛天での開催、『KAMEN RIDER DRAGON KNIGHT』の日本語吹き替え役のイベントでは新宿文化センターの模様のDVDが発売された。DVDでは4:3映像で収録の発売が多かったが、2010年以降はハイビジョン画質に移行し発売となる。いずれも東映ビデオから発売、また2023年4月28日からは『ギーツ』と『555』のイベント開催を記念して『電王』（2010年開催時）、『W』（渋谷公会堂）と『オーズ/OOO』から『ジオウ』まで[注釈 50]の東映特撮ファンクラブで見放題配信を開始した（『鎧武』（GW）のみバンダイナムコフィルムワークス(発売当時はバンダイビジュアル名義)からの発売）。仮面ライダーシリーズとスーパー戦隊シリーズのライブイベントである『超英雄祭』および『感謝祭』では、2012年から2017年までDVDで発売され、2018年以降は、Blu-rayで発売されている。収録における会場は、2014年、2016年から2019年、2022年は日本武道館、2012年、2013年、2015年は東京国際フォーラム、2020年と2023年以降は横浜アリーナとなっている。
- 本シリーズのOP/ED映像を収録したDVD『東映TV特撮主題歌大全集』が発売。同じく東映が制作するスーパー戦隊シリーズ、メタルヒーローシリーズなどの東映特撮番組（一部ドラマも含む）のOP/ED映像を収録したものであり、本シリーズからはVOL.1に『仮面ライダー』から『仮面ライダーアマゾン』、VOL.2に『仮面ライダーストロンガー』から『仮面ライダースーパー1』、VOL.3に『仮面ライダーBLACK』と『仮面ライダーBLACK RX』、VOL.4に『仮面ライダークウガ』から『仮面ライダー龍騎』、VOL.5に『仮面ライダー555』から『仮面ライダードライブ』をそれぞれ収録（ED収録の『仮面ライダークウガ』と『仮面ライダー響鬼』(第33話まで、第34話以降はOPのみ）を除く『仮面ライダーアギト』以降はOPのみの収録）。特典映像にはOP/EDバリエーションが収録[注釈 51]。なお、VOL.4の発売時点（2003年2月）では『仮面ライダー龍騎』と同時期放送の『忍風戦隊ハリケンジャー』はともに番組終了直後に発売されたため、最終回のEDは収録されていない。また、VOL.5の発売時点（2015年7月）では『仮面ライダードライブ』と同時期の『手裏剣戦隊ニンニンジャー』は、両作品ともに番組放映中の発売となる。
- また、東映ビデオでは当初、2006年3月にOP/ED映像で発売する予定であったDVD『仮面ライダー主題歌大全』が諸般の事情により一時期発売が中止されていたが、2010年1月21日発売の『劇場版 仮面ライダーディケイド オールライダー対大ショッカー』コレクターズパックの封入特典として『仮面ライダー主題歌全集 仮面ライダー〜仮面ライダーBLACK RX』という形で商品化された[注釈 52][152]。
- 2021年4月14日発売の「仮面ライダー 一気見Blu-ray」では、シリーズ初期の『仮面ライダー』から『仮面ライダーストロンガー』までの各作品の割り当てたエピソードを収録。前者は｢1号・2号・V3編」、後者は「X・アマゾン・ストロンガー編」[153]。
- 1989年から発売されているビデオ「ヒーロークラブ」では、『RX』放送中から1994年まで「仮面ライダー」というタイトルで発売され、その後2000年の『クウガ』以降は各作品単独でのパッケージング、2003年の『ファイズ』以降は作品ごとに全2巻でのリリースと、販売形式を変更しながらリリースが続けられている。
- 2011年、本シリーズを制作する東映が創立60周年を迎え、「東映まんがまつり」枠を再現したDVD『復刻!東映まんがまつり』を発売。東映まんがまつりでの収録作品は、1973年夏の『仮面ライダーV3対デストロン怪人』、1974年夏の『五人ライダー対キングダーク』、1975年春の『仮面ライダーアマゾン』（テレビシリーズ 第16話のブローアップ版）となる。

### 音盤ソフト化
- 音盤関係は、日本コロムビアから過去に商品化された「BGMコレクション」や「音楽集」が2004年以降に一部を除き復刻（LPのCD化を含む）されている。なお、シングル盤の復刻は2000年にレコードBOX（初代 - BLACK RXはレコードの復刻。クウガは新作）として販売されているが、単品のシングル盤（CD）は現在発売はされていない。さらに、2021年4月に「仮面ライダー生誕50周年記念 仮面ライダーLP-BOX　Kick in Your Heart!」では、初代『仮面ライダー』から『仮面ライダーセイバー』までの全主題歌を収録したレコードBOX（レコード4枚）が発売された。同商品では、TVシリーズの主題歌を中心に収録しているため、映画主題歌の収録はない。
- 2007年1月24日コロムビアミュージックエンタテインメント（2002年10月から2010年9月までの名称）から「35周年記念・永久保存版 仮面ライダー全主題歌集」が発売された。これは初代 -『カブト』までの全OP・ED[注釈 53][注釈 54]と「レッツゴー!! ライダーキック 〜2000Ver.〜」が収録されている。更に翌年（2008年）の3月28日にはエイベックスから『平成仮面ライダー Song BEST』が発売され、こちらは『クウガ』-『電王』までの全OPと挿入歌がED扱いとなった曲[注釈 55][注釈 56]が収録されている。
- 2011年4月27日には仮面ライダー生誕40周年を記念して、日本コロムビアから昭和ライダーを中心とした『KAMEN RIDER BEST 1971-1994』を、エイベックスから平成ライダーを中心とした『KAMEN RIDER BEST 2000-2011』をそれぞれ発売。前者は全てのOP・EDとOPのインスト版、後者はファン投票によって選曲した30曲を収録されている[注釈 57]。
- 2019年5月1日、avex traxから発売された「平成仮面ライダー 20作品記念ベスト」は、『仮面ライダークウガ』から『仮面ライダージオウ』の全オープニング曲とボーナストラック曲を収録。同時にノンストップミックスアルバムも発売されている。
- 2017年、日本コロムビアとエイベックスのオープニング楽曲を収録した「仮面ライダー生誕45周年記念 昭和ライダー&平成ライダーTV主題歌 コンプリートベストCD」を発売。また、2022年6月22日には、前年に発売したアルバム「仮面ライダー生誕50周年記念 仮面ライダーLP-BOX　Kick in Your Heart!」の全テレビ主題歌楽曲に『仮面ライダーリバイス』の主題歌に加え、映画主題歌、さらに番組内に流れた一部の挿入歌やキャラクターソングを収録した「仮面ライダー 50th Anniversary SONG BEST BOX」（単品は主題歌などの一部楽曲のみ）、各世代の仮面ライダー主題歌をショートバージョンで収録したノンストップアルバム「仮面ライダー 50th Anniversary NON STOP DJ MIX」が発売された。

## 音楽ユニット
- RIDER CHIPS
  - 仮面ライダー生誕30周年を記念したバンド。メンバーは野村義男、寺沢功一、JOE、Ricky。
- 仮面ライダーGIRLS
  - 仮面ライダー生誕40周年を記念した擬人化アイドルユニット。「SHOCKER GIRLS」の名称も用いる。
- Mitsuru Matsuoka EARNEST DRIVE
  - 松岡充による仮面ライダードライブ限定ユニット。

## スタッフ
各作品のスタッフは、それぞれの項目を参照。
渡邊亮徳
元東映副社長、東映ビデオ社長（当時の東映テレビ事業部長）。
『仮面ライダーZO』を始めとする多くの劇場用映画には、「製作」として名前がクレジットされている。
伊上勝
昭和ライダーシリーズ1期において、全ての作品でメインライターを担当した脚本家。
いのくままさお
平成ライダーシリーズ（『仮面ライダー鎧武』まで）に関わったカメラマン。
石田秀範
平成ライダーシリーズに参加している監督。
松村文雄
昭和と平成ライダーシリーズに関わったカメラマン。
井上敏樹
平成ライダーシリーズにおいて、メインライターを担当した回数が最多となる脚本家。
長石多可男
平成ライダーシリーズの監督を務めていた監督。
山田稔
昭和ライダーシリーズ（『10号誕生!仮面ライダー全員集合!!』まで）全てに参加した監督。

### 歴代東映チーフプロデューサー
テレビシリーズのみでダブルチーフプロデューサーも含む。
- 平山亨（初代 - ZX）
- 阿部征司（初代 - ZX）
- 吉川進（BLACK、BLACK RX）
- 堀長文（BLACK、BLACK RX）
- 髙寺成紀（クウガ、響鬼<二十九之巻まで>）
- 白倉伸一郎（アギト - 555、響鬼<三十之巻より> - 電王、ディケイド、ジオウ）
- 日笠淳（剣）
- 武部直美（キバ、オーズ/OOO、鎧武/ガイム、ギーツ、ガヴ）
- 塚田英明（W、フォーゼ）
- 宇都宮孝明（ウィザード）
- 大森敬仁（ドライブ、エグゼイド、ビルド、ゼロワン[154]）
- 高橋一浩（ゴースト、セイバー）
- 望月卓（リバイス）
- 湊陽祐（ガッチャード）

### 歴代毎日放送チーフプロデューサー
- 井口亮（BLACK、BLACK RX）
- 山田尚良（BLACK、BLACK RX）

### 歴代テレビ朝日チーフプロデューサー
- 清水祐美（クウガ）
- 松田佐栄子（アギト、剣）
- 圓井一夫（龍騎<第12話まで>）
- 中曽根千治（龍騎<第13話より>）
- 濱田千佳（555）
- 梶淳（響鬼 - ディケイド<第27話まで>）
- 本井健吾（ディケイド<第28話より> - ウィザード<第43話まで>）
- 佐々木基（ウィザード<第44話より> - ジオウ）
- 井上千尋（ゼロワン[154] - ギーツ）

## 関連企業
玩具メーカー、文房具メーカー、食品メーカー、衣料品メーカーなどがスポンサー企業として関連商品の販売を行なっている。車輌・オートバイ協力はスズキ〔昭和年間〕、HONDA〔平成年間〕が行なっている。HONDAの協力においては広告代理店「クリエイティブ・オフィス・ヤップ」が関与しており、ロードレースでのチームタイアップのコーディネートなどを行っている。
主題歌・作中楽曲は、『仮面ライダーアギト』までは日本コロムビアが発売元として参加していたが、同社が経営の悪化により本シリーズの音源制作から撤退したのに伴い、『仮面ライダー龍騎』以降はエイベックスがこれを引き継いだ。
仮面ライダー剣から仮面ライダーディケイド、仮面ライダーゴースト以降の各作品にスポンサーとして参加している大塚製薬は、作品ごとに番組内限定のCMとして、番組主演者などを起用したオロナミンCドリンクのCMを制作。
この他セブン-イレブンでは、2008年から2015年まで店舗でのスタンプラリーキャンペーンなどを実施していた。

## 関連作品・関連シリーズ
- ウルトラシリーズ（1966年 - ）
  - 円谷プロダクション制作の特撮テレビドラマシリーズ。制作会社こそ異なるものの、本シリーズと並んで日本における代表的な特撮テレビドラマとして数えられる。前出の『ウルトラマンVS仮面ライダー』に加え、『イマジンあにめ』など、過去には同シリーズとのコラボ作品が制作されたこともある。
- 変身忍者 嵐（1972年 - 1973年）
  - 仮面ライダーシリーズと番組フォーマットを共有した特撮時代劇であり、東映・MBS共々制作スタッフの共通が非常に多い姉妹作品である。
- スーパー戦隊シリーズ（1975年 - ）
  - 『仮面ライダーストロンガー』の関東地区での放送局変更に伴い、空いた放送枠を埋めるために「5人の仮面ライダーを一度に登場させる」という没案を元に生み出された。また、劇場版の『ジャッカー電撃隊VSゴレンジャー』では、V3やアマゾンも同一の世界で戦っていると紹介されている。
  - 平成仮面ライダーシリーズでは、スーパーヒーロータイムの前枠・後枠での共演や劇場版での連動した企画等も行われている。2009年の『仮面ライダーディケイド』24、25話では、戦隊シリーズ（『侍戦隊シンケンジャー』）の登場人物がゲスト出演（また、それに連動して『シンケンジャー』20、21話にも『ディケイド』の出演者がゲスト出演）し、仮面ライダーシリーズ史上初めてテレビシリーズ内での共演を果たした。
- メタルヒーローシリーズ（1982年 - 1999年）
- 東映不思議コメディーシリーズ（1981年 - 1993年）
  - 上記2シリーズとも、本シリーズが1981年に一度中断したことにより生まれた。
- 『超光戦士シャンゼリオン』（1996年）
- 『美少女戦士セーラームーン』（2003年）
- 『Sh15uya』（2005年）
  - 上記3作品とも、平成仮面ライダーシリーズの大半のスタッフと一部のキャストが共通している。